# Inmigración italiana en Uruguay
La inmigración italiana en Uruguay se refiere a uno de los movimientos migratorios más numerosos que recibió Uruguay. La población italiana, junto a la española, formó la columna vertebral de lo que iba a ser la sociedad uruguaya. La cultura uruguaya expone similitudes importantes con la cultura italiana; en términos de lenguaje, costumbres y tradiciones. Los emigrantes italianos comenzaron a llegar en grandes números a Uruguay en los años 1840 y esta corriente migratoria continuó hasta los años 1960.
Un ítalo-uruguayo es un ciudadano uruguayo de ascendencia italiana, completa o parcial. 137 000 ciudadanos uruguayos poseen la ciudadanía italiana. Las fuentes oficiales italianas estiman que alrededor de un millón de personas tiene algún grado de ascendencia italiana, si bien en una nota periodística de 2017 esa suma alcanza el millón y medio —el 40 % de la población total de Uruguay—. Fuera de Italia, Uruguay es el país con mayor porcentaje de italianos en proporción a su población.

## Historia

### Época colonial y primeros inmigrantes
En el año 1527 el explorador veneciano Sebastiano Caboto —conocido en castellano como Sebastián Gaboto— fundó San Lázaro, el primer asentamiento europeo del Río de la Plata. Los primeros italianos llegaron a la colonia española en el siglo XVI. Estos eran, principalmente, ligures de la República de Génova, que trabajaban en barcos mercantes transoceánicos. El primer poblador de Montevideo fue el genovés Giorgio Borghese —Jorge Burgues en castellano—, quien llegó desde Buenos Aires y construyó él mismo una casa de piedra en una estancia donde crio ganado antes de que se fundara la ciudad. Navegando al servicio de la corona española, el marino toscano Alessandro Malaspina emprendió un viaje con fines científicos conocido como la Expedición Malaspina, que lo llevó a explorar la costa de Montevideo en 1789. A bordo de dos corbetas viajaban botánicos, zoólogos, dibujantes, médicos, disecadores, geógrafos, astrónomos e hidrógrafos, que tenían como objetivos realizar una cartografía del Río de la Plata y observar fenómenos astronómicos. Ya entrado el siglo xix se iniciaron las relaciones entre Uruguay y el Reino de Cerdeña, firmándose posteriormente algunos tratados de comercio y navegación. Tras las revoluciones de 1820 y 1830 en Italia, algunos revolucionarios escaparon hacia América procedentes del Piamonte, los Estados Pontificios y regiones del Mezzogiorno. El número de inmigrantes comenzó a aumentar a partir del año 1830, después de que se eliminaron las trabas impuestas a la inmigración durante la época colonial, lo que además coincidió con la situación política en Argentina que impedía la inmigración.

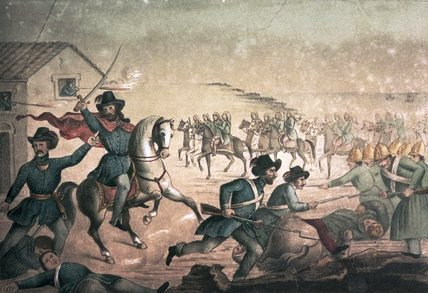
El militar italiano Giuseppe Garibaldi triunfó en la Batalla de San Antonio que tuvo lugar en el departamento de Salto en 1846

En 1835 vivían en Montevideo dos mil ciudadanos del Reino de Cerdeña y dos años más tarde se registraron más de dos mil quinientos. Esos primeros inmigrantes se ubicaron en la periferia de Montevideo y eran, en su mayoría, agricultores de Piamonte, quienes llegaron a un Uruguay en ese entonces sin desarrollo industrial, con extensa ganadería pero poca explotación agrícola. Hacia el año 1842 se estimaba que la colonia era de 7 945 italianos, predominando los lombardos, dedicados a la agricultura o a servicios domésticos, y también contando con la presencia de marinos genoveses que se dedicaban al comercio de mercaderías italianas. Hacia el año 1843 los italianos eran el 25 % de los inmigrantes en Uruguay —detrás de los franceses y los españoles—. Los resultados de un censo policial de ese año arrojaron que en Montevideo vivían 6 376 italianos y —de acuerdo con el cónsul Luigi Petich— en esa etapa (1836-1842) los italianos eran casi ocho mil. Durante este periodo, aparecieron en Montevideo tres diarios en italiano, destacándose El Legionario Italiano, publicado entre 1844 y 1846. Posteriormente, arribó un importante número de pobladores de Cerdeña y durante la Guerra Grande varios italianos participaron en la defensa de la región liderados por Giuseppe Garibaldi. Para integrar las filas de la Legione Italiana de Garibaldi se embarcaron en enero de 1851 desde Génova unos cien exmilitares voluntarios italianos y una minoría de tesinos y húngaros. Se refirió al movimiento político que unía a muchos residentes del Río de la Plata con Garibaldi como corriente garibaldina. Como reconocimiento, hubo muchos tributos en su memoria, incluida una avenida con su nombre y monumentos en Montevideo y Salto. La tendencia migratoria empezó a cambiar desde la Guerra Grande, cuando los italianos —junto a los españoles— se ubicaron en el primer lugar en cuanto a número de inmigrantes.
Los principales puertos de partida se ubicaban en Génova, Savona, Livorno, Palermo y Nápoles. Las travesías en buque a vapor llevaban alrededor de treinta días, mientras que los trayectos en barcos a vela duraban unos cincuenta días. En 1850 la población extranjera de Montevideo era del 48 %, de los cuales 10 000 eran italianos. En 1856 los valdenses llegaron al departamento de Florida, desde donde se trasladaron a Colonia alrededor de 1858. En dicho departamento fundaron Colonia Piamontesa y más tarde Colonia Valdense. Tras la Unificación de Italia, en 1865 se reactivó la llegada de italianos, facilitada por leyes establecidas en los años 1853 y 1858 que favorecían la inmigración a Uruguay. Algunos inmigrantes eran producto de movimientos migratorios que previamente se habían dado en Europa, como es el caso de los ciudadanos nacidos en Gibraltar, hijos o nietos de ligures. Fue a principios de la década de 1860 cuando comenzó a crecer el número de inmigrantes, en su mayoría ligures, lombardos y piamonteses, y más tarde también se registró la llegada de trabajadores provenientes del sur de la península, principalmente de Basilicata y Campania. Durante este periodo la inmigración aumentaba año a año de forma ininterrumpida; en 1868 se registró la llegada de 8 039 italianos, en su mayoría napolitanos y genoveses.
Como consecuencia de la situación económica que atravesaba Italia y el gran número de emigrantes, varios agentes se dedicaron a embarcarlos a América para su beneficio propio, cobrando comisiones por cada uno de los emigrantes transportados. Tales condiciones llevaron a enrolamientos masivos y fueron comparadas con el tráfico negrero por el historiador Juan Oddone. Según Oddone los agentes transportaban «marginales, prófugos, políticos, desertores o renuentes al servicio militar, enfermos y defectuosos no admitidos por las vías regulares; niños exportados y vendidos como mercancías, deudores fallidos, prostitutas» hacia el otro lado del océano. En algunos casos se vendían en Italia pasajes para barcos a vapor que luego resultaban ser embarcaciones a vela; en otras ocasiones los boletos vendidos a los emigrantes hacia el Río de la Plata solamente cubrían el traslado hacia Marsella, donde se los abandonaba, y no era inusual que emigrantes con destino a Montevideo terminaran desembarcando en Nueva York. Solamente en Génova funcionaron, entre 1860 y 1870, alrededor de ciento treinta compañías navieras dedicadas al transporte de inmigrantes al Río de la Plata. El escritor y político Cristoforo Negri llegó a afirmar: «El Plata es nuestra Australia».
Para proteger a la población local de enfermedades que podían traer consigo los inmigrantes, a partir de 1869 —hasta 1935— los recién arribados debían permanecer en cuarentena en la Isla de Flores —similar a la neoyorquina Ellis Island—. El islote, ubicado a veinte kilómetros de la costa de Montevideo, tenía un lazareto donde se trataba a los enfermos, un hotel de inmigrantes, un cementerio y un horno crematorio; cada inmigrante podía llegar a permanecer ahí hasta cuarenta días.

### Consolidación de la inmigración
En la segunda mitad del siglo xix en Uruguay se produjo el mayor porcentaje de crecimiento poblacional de Sudamérica: la población en el país se multiplicó casi por siete entre 1850 y 1900, gracias a la inmigración, mayoritariamente italiana. El historiador argentino Fernando Devoto identificó el tercer cuarto del siglo xix como la «época de oro de la emigración italiana en Uruguay». Hacia 1870 el número de italianos en Uruguay era de entre sesenta y setenta mil; no solo se ubicaban en la capital sino también en el interior del país: en la ciudad de Mercedes unos seis mil se dedicaban al comercio, en Paysandú eran dos mil y se dedicaban al cabotaje naval y a la agricultura, mientras que en Salto eran la mitad dentro de una población total de nueve mil personas. Los napolitanos solían desempeñar tareas más rústicas, adaptándose al estilo de vida del campo, en cambio, según observó el vicecónsul en ese entonces, Luigi Petich, los genoveses hacían valer su «instinto mercantil» y su «vocación marítima» en el litoral.
Entre 1870 y 1872, debido a los daños sufridos por los trabajadores italianos como consecuencia de la Revolución de las Lanzas, se produjeron momentos de tensión diplomática entre Italia y Uruguay. En ese entonces, el ministro italiano Della Croce se refirió al asunto: «los extranjeros son los solos que vienen a fertilizar sus suelos, los únicos que sufren más que los otros de las continuas guerras civiles y de la constante amenaza que, por obra solamente de los nacionales, azotan desgraciadamente estas comarcas». En 1873 la firma de un acuerdo diplomático entre ambas partes subsanó los reclamos de los trabajadores italianos. Coincidiendo con la agitación económica y política que sufría la región, se produjo un descenso en la llegada de inmigrantes italianos. De hecho, muchos recién llegados preferían dirigirse hacia áreas rurales de países vecinos e incluso algunos ya establecidos en Uruguay se trasladaron hacia territorios con más posibilidades, como en el caso de los italianos que fundaron la colonia Alessandra (Santa Fe) en 1871, que provenían de la Banda Oriental. Según Fernando Devoto, el uso de Uruguay como puente entre Italia y Argentina por parte de los inmigrantes se consolidó a partir de 1876 con la aprobación de la «Ley Avellaneda», una ley argentina que regulaba la migración a gran escala. Entre enero y agosto de 1880, doscientos obreros italianos realizaron una huelga en la represa de Cuñapirú por falta de seguridad en la usina, en la que fue la primera huelga en el país.

Los inmigrantes recién llegados debían ingresar en cuarentena a la Isla de Flores, donde podían permanecer hasta cuarenta días.

A pesar de que se negó el desembarco a los transatlánticos «Matteo Bruzzo» —proveniente de Génova con mil quinientos pasajeros— y «Nord America» debido a algunos casos de cólera en el barco, en el año 1885 arribaron a Uruguay unos 8805 italianos. En 1887 los italianos llegaban a ser entre el 20 % y el 30 % de la población total de Montevideo. Fue durante esta década que se produjo el boom de la inmigración italiana al Uruguay y se dieron los primeros intentos de parte de ambos países por incentivar la llegada de inmigrantes. Se firmó el «Contrato Taddei» que preveía trasladar al país entre dos mil y tres mil familias italianas, principalmente agricultores y jornaleros de origen lombardo, aunque muchos de los que finalmente iban a llegar poseían otros oficios —muchos de ellos fueron reembarcados de vuelta a Italia por el gobierno uruguayo—. Tal ley discriminaba según la región, favoreciendo los italianos del norte y excluyendo a los nativos de Nápoles y Sicilia. Se continuó estimulando la llegada de italianos mediante propagandas consulares.
La mayor entrada de italianos a Uruguay se dio entre 1880 y 1890, cuando llegó el 60 % del total. Mientras que entre los años 1880 y 1889 habían llegado a Montevideo 63 000 italianos, solo entre 1887 y 1889 arribaron más de 45 000. Un censo de 1889 indicó que la mitad de la población de Montevideo había nacido en Uruguay y los italianos eran casi la mitad de la población extranjera. Esa presencia de europeos en general e italianos en particular asignó al pueblo uruguayo su fisonomía característica: el antropólogo brasileño Darcy Ribeiro iba a definir a los uruguayos como un «pueblo trasplantado», siendo calificados también como «descendentes de los barcos». Al año siguiente se estableció la «Ley de Inmigración y Colonización» que favorecía a los inmigrantes. Con respecto a esa nueva ley, el escritor uruguayo Eduardo Acevedo indicó en su libro Anales históricos del Uruguay: 

Era una ley muy completa, que fijaba las funciones de los cónsules en materia de propaganda inmigratoria; que acordaba a los inmigrantes alojamiento y manutención durante una semana, y la traslación gratuita a los puntos del territorio nacional donde resolvieran fijar su residencia; autorizaba el anticipo de pasajes a favor de toda persona o empresa que quisiera hacer venir inmigrantes, bajo la obligación de efectuar el reembolso de las sumas anticipadas dentro de un plazo amplio de dos años y medio; también establecía normas generales para impedir que, a título de fomento de la inmigración, embarcaran los capitanes de buques y trajeran a Montevideo enfermos de afecciones contagiosas, mendigos, incapacitados para el trabajo y mayores de sesenta años. También la ley creaba una oficina de trabajo destinada a encargarse de la colocación de los inmigrantes.

Sin embargo, hacia el año 1890 se produjo una crisis económica que iba a afectar el ingreso de inmigrantes. El país tomó medidas restrictivas con respecto a la inmigración, como por ejemplo la eliminación de la Comisaría General de Inmigración —ocupada del alojamiento, alimento y puestos de trabajo para los recién llegados—. Dichas condiciones desviaron gran parte del flujo migratorio hacia Buenos Aires. A pesar de que durante el último decenio del siglo continuaban llegando inmigrantes, el flujo fue menor en comparación con décadas anteriores —como el último quinquenio de 1860 y el primero de 1870, cuando era el doble— e incluso algunas líneas navieras italianas dejaron de hacer escala en Montevideo antes de llegar a Buenos Aires. De los arribados, los inmigrantes de Campania eran los más numerosos. Un cónsul de la época observó que «los hijos de italianos se preocupan por ser uruguayos e incluso en ocasiones enemigos de la madre patria» y añadió que «si las cosas continúan así, se puede suponer que con el tiempo esta tierra poblada de sangre italiana contará con pocos súbditos del Reino respecto a los que debería tener. Haría falta intentar impedirlo a toda costa». En el periodo que va desde 1880 hasta 1916 llegaron al país sudamericano 153 554 inmigrantes, de los cuales 66 992 (43,63 %) eran italianos y 62 466 (40,68 %) eran españoles.

### SigloXX
Durante el primer quinquenio del siglo xx se produjo la llegada de unos 15 000 italianos, cifras relativamente bajas en comparación con décadas previas. En 1903 llegó al poder José Batlle y Ordóñez y, tras una guerra civil, la situación del país se estabilizó y las condiciones de los inmigrantes mejoraron. En estos años se creó el Consejo Honorario de Inmigración y se planificó la construcción del Hotel de Inmigrantes. En 1908 los italianos eran el grupo extranjero más numeroso de Montevideo con 63 357 habitantes, superando a los españoles que contaban con 54 885 habitantes. La cantidad de italianos había disminuido desde el año 1900, cuando en ese entonces vivían en Uruguay unos 73 200, pasando de ser el ocho por ciento de la población total en 1900 al seis por ciento en 1908. En este periodo, descrito por el historiador Juan Oddone como de «desitalianización», la comunidad ya había «echado raíces» en el suelo oriental, creando las bases que iban a recibir a los nuevos inmigrantes. El ingreso de nuevos inmigrantes iba a continuar siendo escaso, debido a factores como las mejores condiciones de vida en Italia y las oportunidades más convenientes que ofrecía Argentina. Hacia 1918 el país contaba con varias asociaciones e instituciones italianas, veintiséis de ellas solamente en la capital.

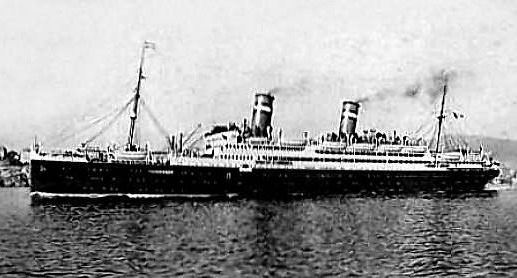
El Conte Rosso, transatlántico de la compañía naviera italiana Lloyd Sabaudo, se inauguró en 1922 con la ruta Génova-Nápoles-Montevideo-Buenos Aires.

Con la entrada de Italia en la Primera Guerra Mundial se redujo el flujo migratorio e incluso algunos italianos residentes en Uruguay se alistaron. El 11 de noviembre de 1918 en Uruguay se festejó la firma del armisticio que marcó el fin del conflicto bélico. Como afirmó el ministro de Uruguay en Italia Manuel Bernardez tras la guerra, entre los países de América «en ninguno como en el Uruguay florece con tanto orgullo la italianidad» y agregó que «de los empréstitos italianos de guerra, Uruguay fue la nación sudamericana que suscribió per cápita los más altos porcentajes». Las óptimas relaciones entre ambos países durante ese período se incrementaron con la llegada a la presidencia de José Serrato en 1922, hijo de un inmigrante italiano, y del Ministro de Relaciones Exteriores Pedro Manini, también de padre italiano. En 1923 se firmó el «acuerdo sobre abolición de de la visación de pasaportes». Con el ascenso del fascismo en Italia, el número de emigrantes hacia el puerto de Montevideo no fue notable; durante la década de 1920 llegaron a Uruguay 18 830 inmigrantes.
En 1931 comenzó el mandato —como presidente primero y como dictador después— del conservador colorado Gabriel Terra, de origen italiano, que dos años después estableció un régimen autoritario y se acercó a la Italia de Benito Mussolini y la Alemania de Adolf Hitler. La llegada al poder de Terra fue bien recibida por el diplomático fascista Serafino Mazzolini. El escritor Hubert Herring en su libro A History of Latin America describió el mandato de Terra como «uno de los despotismos más amables», añadiendo que «los comunistas y demás
agitadores de izquierda eran tratados brutalmente, pero los atentados a la
libertad de expresión y de prensa eran raros». A pesar de expresar su admiración hacia el régimen de Mussolini, Terra llegó a declarar: «El Uruguay no necesita y no necesitará jamás del procedimiento del fascismo», defendiendo la labor de los dos partidos tradicionales del país sudamericano. Bajo la dictadura de Terra se trató de imitar algunas características corporativas y políticas del fascismo italiano, se tomaron medidas para restringir la inmigración y se comenzó a construir la represa hidroeléctrica Rincón del Bonete en el Río Negro —financiada principalmente por los gobiernos de Italia y Alemania—. Además se firmaron varios acuerdos comerciales que favorecían la exportación de productos uruguayos a Italia.

Italia no olvida que sus hijos han encontrado siempre hospitalidad constante y simpatía fraterna en Uruguay. Los vínculos culturales y económicos aportarán también una intensificación de los intercambios bajo la inspiración de nuestra civilización latina que es fuente inagotable de progreso.
L’Italia non dimentica che i suoi figli hanno sempre trovato ospitalità constante e simpatia fraterna nell’Uruguay. I vincoli culturali ed economici apporteranno anche una intensificazione degli scambi sotto la ispirazione della nostra civiltà latina che è fonte inesauribile di progresso.
Benito Mussolini, L'Italiano, agosto de 1938.

La colonia italiana se encontraba dividida entre seguidores y detractores de Mussolini. En 1935, durante la segunda guerra ítalo-etíope, unos ciento veinte voluntarios italianos e ítalouruguayos formaron parte de la Legión 221.ª de Fasci Italiani all'Estero, compuesta también por voluntarios de Argentina y Brasil, comandada por Piero Parini. El primer grupo de voluntarios regresó al puerto de Montevideo el 21 de octubre de 1936. El diplomático Mazzolini había formado una organización fascista que hacia 1937 contaba con 1100 miembros. Según Juan Oddone los intentos de Mazzolini por «fascistizar» la colectividad italiana en Uruguay «tropezaron por lo pronto con la idiosincrasia liberal y republicana, tan arraigada en las tradiciones garibaldinas de la primera fase inmigratoria» y «tampoco pudieron operar en el terreno siempre fértil de los italianos recién llegados, dados los ínﬁmos aportes migratorios registrados durante los últimos años».
El sucesor de Terra fue Alfredo Baldomir Ferrari —también de ascendencia italiana—, que gobernó entre 1938 y 1943. Ya comenzada la Segunda Guerra Mundial, Uruguay —hasta entonces neutral— rompió las relaciones diplomáticas, comerciales y financieras con Italia y los países del Eje en enero de 1942, poco después del ataque a Pearl Harbor. El idioma italiano ganó considerable importancia en Uruguay durante esos años, en 1942, bajo la presidencia de Baldomir Ferrari, su estudio se volvió obligatorio en la secundaria. Debido al exceso de población rural, la falta de empleo y penurias provocadas por la guerra, la corriente migratoria de italianos hacia Uruguay se reanudó. En 1952 se firmó en Roma por primera vez un acuerdo de emigración entre ambos países con el objetivo de «incrementarla y reglamentarla» teniendo en cuenta la solicitud de trabajadores en Uruguay y la mano de obra disponible en Italia, para cubrir principalmente la necesidad de mano de obra agrícola. Para entrar al país al trabajador se le exigía tener una condición física sana, buena conducta, profesión u oficio y cierta cantidad de recursos económicos necesarios para su sustento, debiendo permanecer por un mínimo de treinta meses en el sector laboral para el cual había sido admitido; por otra lado, los trabajadores italianos tenían los mismos derechos que los uruguayos y el gobierno uruguayo se hacía cargo de su alojamiento y manutención hasta quince días después de su desembarco.
Oddone definió el periodo entre 1930 y 1955 como una fase de «inmigración tardía». Una vez acabada la Segunda Guerra Mundial, esta migración se caracterizó por la llegada de inmigrantes calificados y mayoritariamente proveniente de Sicilia y Calabria. Ya en la década de 1960 el flujo migratorio se detuvo y Uruguay pasó de ser un país receptor a ser un país de emigrantes.

## Características de la comunidad italiana

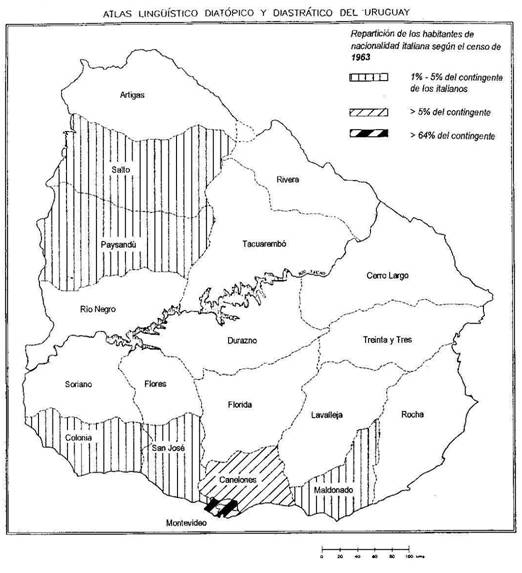
El censo de 1963 indicó una mayor concentración de italianos en la capital del país.

Si bien en el siglo xx la emigración italiana hacia Uruguay descendió, en 1976 los uruguayos de ascendencia italiana eran cerca de un millón trescientos mil (más del 40 % de la población total; incluyendo a los ítalo-argentinos residentes en Uruguay). En 1996 fuentes italianas estimaban que alrededor de un millón de uruguayos tenía algún grado de ascendencia italiana. Uno nota periodística de 2017 publicada por El País de Uruguay estimó que 40 % de la población uruguaya era de ascendencia italiana, afirmando que «los potenciales ítalo-uruguayos superan el millón y medio». Teniendo en cuenta dichos números, ese porcentaje de personas con ascendencia italiana es el mayor en todo el mundo. Según un estudio realizado en 1992, el 38 % de los uruguayos llevaba en primer lugar un apellido italiano. De acuerdo con un artículo publicado por el diario uruguayo La República en 2014, la mayor concentración de ítalodescendientes se encentraba en Montevideo y Paysandú, donde alrededor del 65 % de los habitantes eran de origen italiano.
Con respecto a los nacidos en Italia, cifras arrojadas por los censos del Instituto Nacional de Estadística indicaron que, en 1996, los italianos eran diez mil y comprendían el 11 % del total de los inmigrantes en Uruguay por detrás de los argentinos, españoles y brasileños; en el censo de 2011 el porcentaje de inmigrantes italianos había bajado a 7,2 %. Aunque el número de inmigrantes disminuyó, la cantidad de ciudadanos italianos —la mayoría uruguayos de doble ciudadanía— residentes en Uruguay aumentó a partir del siglo xxi, cuando en el contexto de la crisis económica que sufrió el país muchos uruguayos obtuvieron la ciudadanía para emigrar hacia el exterior con el pasaporte italiano. En el año 2005 los ciudadanos italianos registrados en la Cancillería Consular de Italia en Montevideo eran 60 000, en 2014 eran 108 000 y en 2017 llegaron a las 115 000 personas. En 2018 eran 122 mil los ciudadanos italianos, de los cuales cinco mil de ellos eran nacidos en Italia. De acuerdo con datos de la ONU, en 2020 vivían en Uruguay un total de 8744 inmigrantes italianos, el quinto grupo inmigrante más numeroso, por detrás de los argentinos, los españoles, los venezolanos y los brasileños. Un informe de 2023 indicó que los ciudadanos italianos en Uruguay eran aproximadamente 134 mil y una integrante del consulado estimó que se trataban de más de 137 mil.

### Asentamientos
Ya en 1815, la ciudad de Carmelo (Colonia) contaba con la presencia de inmigrantes italianos, que iban a continuar llegando en grandes números durante décadas siguientes. En 1855 se empezó a desarrollar un proceso de colonización en las zonas agrícolas de Carmelo, donde familias italianas y francesas fundaron Colonia Estrella, una comunidad cuya población estaba formada por un 80 % de italianos. Según un informe periodístico de 2018, el 60 % de la población de Carmelo tenía ascendencia italiana. En 1858 valdenses provenientes de zonas rurales de Piamonte fundaron Colonia Valdense y dicha comunidad se mantuvo étnica y culturalmente homogénea durante décadas hasta los años 1960, cuando la zona comenzó a urbanizarse. A mediados de 1883 se fundó la localidad de Nico Pérez (Florida), la cual entre sus primeros habitantes contaba con inmigrantes de la península. Entre los años 1879 y 1891 la empresa de Francisco Piria La Comercial —de ahí iba a surgir el nombre del barrio— fraccionó y vendió lotes de parcelas en la periferia de Montevideo que fueron ocupadas en su mayoría por trabajadores inmigrantes, la zona estaba dividida en pequeños barrios que llevaban nombres como Caprera, Vittorio Emanuel II, Nuevo Génova, Garibaldino, Nueva Roma, Nueva Savona, Nuevo Nápoles, De los italianos, Bella Italia, Umberto I o Italiano. Las calles también llevaban nombres de personalidades italianas y en las plazas se podían ver bustos de la Casa de Saboya o Giuseppe Garibaldi. Por ejemplo, Umberto I había sido creado en 1890 entre los barrios Unión y Buceo, las calles del barrio evocaban a protagonistas de la Unificación de Italia como Cavour, Garibaldi, Giuseppe Mazzini o Massimo d'Azeglio, o nombres de italianos que habían hecho historia en Uruguay, como el militar Francesco Anzani.
De acuerdo con el censo nacional de 1860 —excluyendo a los departamentos de Paysandú y Maldonado—, el 76 % de los italianos residía en el departamento de Montevideo, eran el 13 % de la población total de la capital, lo que marcaba una mayor urbanización con respecto a otros grupos como el de los nacidos en el país o los españoles —solo el 43,7 % vivía en la capital—, que se encontraban más dispersos entre los demás departamentos del territorio. Los italianos estaban distribuidos en todo Montevideo y alcanzaban importantes porcentajes con respecto a la población total de zonas como Cerrito de la Victoria (21 %), Peñarol (20,5 %) y Cordón (17 %). Las zonas de mayor concentración eran Ciudad Vieja y Ciudad Nueva (Centro), donde vivían el 39 % y 25 %, respectivamente, de todos los italianos del departamento. El barrio de Palermo tomó su nombre de la ciudad siciliana homónima a partir de un cartel con la inscripción «Almacén de Comestibles de la Nueva Ciudad de Palermo», propiedad de inmigrantes sicilianos. Una de las primeras menciones del barrio con ese nombre en el plano de Montevideo data de 1862. Durante las décadas posteriores la mayoría de los inmigrantes italianos iba a continuar en Montevideo. En 1900 el 39,40 % de ellos vivía en la capital y en 1908 el porcentaje había ascendido al 42,74 %.
| Año | Montevideo | Área oeste1 | Área central2 | Área este3 |
| --- | ---------- | ----------- | ------------- | ---------- |
| 1860 | 74,27 %    | 14,63 %     | 8,46 %        | 2,64 %     |
| 1879 | 37,47 %    | 24,88 %     | 23,69 %       | 13,95 %    |
| 1908 | 64,31 %    | 17 %        | 14,41 %       | 4,28 %     |
| 1 Colonia, Soriano, Río Negro, Paysandù, Salto y Artigas. Se desconoce el número de italianos residentes en Paysandù y Río Negro en el año 1860. 2 Canelones, San José, Florida, Durazno y Lavalleja. 3 Tacuarembó, Rivera, Cerro Largo, Treinta y Tres, Rocha y Maldonado. |            |             |               |            |

En los años 1880 la comunidad italiana del departamento de Florida contaba con 940 personas, el 4,5 % de la población del departamento; la presencia italiana era más relevante en la ciudad, donde hacia el final del siglo el centro urbano tenía un barrio llamado «barrio de los italianos» compuesto en su mayoría por trabajadores de ese origen. La zona rural con mayor concentración de italianos era Canelones —donde se ubicaban las granjas más importantes—, que alcanzó a contar con 5 700 inmigrantes en 1891. En 1893, Francisco Piria fundó la ciudad balnearia Piriápolis tomando como modelo la localidad ligur de Diano Marina, ciudad en donde Piria había estudiado desde los seis hasta los trece años de edad. Ambas ciudades se hermanaron en 2014. Otras de las comunidades más numerosas hacia 1900 estaban instaladas en Colonia (3900), Paysandú (3600) y Salto (2300).

### Regiones de origen y ocupación

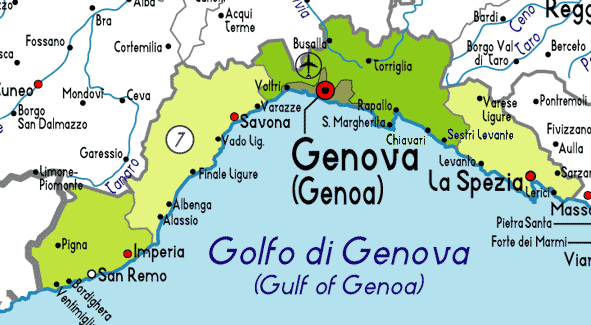
Los inmigrantes provenientes de Liguria, región ubicada en la Italia noroccidental, comenzaron a llegar a Uruguay antes de 1840 y hacia la mitad de ese siglo eran el grupo regional más numeroso.

Cifras de la década de 1850 indican que casi el 30 % de los hombres italianos de Montevideo se dedicaba al comercio, el 45 % eran artesanos o trabajadores independientes y el 22,2 % eran empleados. En 1860 la Ciudad Vieja era el centro comercial y político del país; se estimó que un 33 % de los trabajadores italianos se desempeñaba en tareas no manuales —principalmente en el comercio—, un 30 % se dedicaba a trabajos manuales calificados y un 19 % a trabajos no calificados; aunque los registros no incluían información sobre las regiones de procedencia de esos inmigrantes, predominaban los apellidos de Liguria. Asimismo, un cónsul italiano de la época afirmó que desde capitanes, marineros, carpinteros y otros trabajadores portuarios «casi todos pertenecen a una u otra de las costas de la Liguria». Un censo que medía los italianos en el exterior realizado en 1871 confirmó que el grupo regional más numeroso era el ligur y que la mayoría de ellos aún se encontraba en Montevideo. En la ciudad de Colonia del Sacramento el 14 % se dedicaba a la agricultura, mientras que el resto permanecía en zonas urbanas donde los empleos más comunes eran los de albañil y carpintero; solo el 10,4 % de ellos provenía de la Italia meridional.
Hasta la década de 1870 había prevalecido la inmigración ligur y Uruguay había recibido una similar cantidad de inmigrantes que Argentina y una mayor cantidad que Brasil, sin embargo, con la llegada en masa de italianos que se dio desde entonces, Liguria dejó de ser la principal región de origen de los inmigrantes y la llegada de estos se repartió entre otras naciones sudamericanas. Las regiones de proveniencia de los italianos se diversificó: llegaron artesanos, decoradores y pintores de Emilia-Romaña y Le Marche, los primeros escultores de arte funerario llegaron de la Toscana y arribaron agricultores de Piamonte. Asimismo, desembarcó mano de obra proveniente de Basilicata y de la ciudad de Nápoles que se ganaron la vida en el interior del país como labradores, pastores o leñadores. Otras de las ocupaciones más comunes que estos desempeñaban en la capital eran vendedor ambulante de chatarras, frutas o verduras, hojalatero, carbonero, recolector de basura, limpiabotas y acordeonista. Según datos del año 1885, alrededor del 60 % de los inmigrantes provenía del norte de la península itálica. La mayoría, el 32 %, había emigrado de Liguria, mientras que el 28 % provenía de regiones del sur, el 14 % de Lombardía, el 10 % de Piamonte, el 4 % de Veneto, Tirol y el Friul y el 12 % de otras regiones. Entre 1854 y 1863, de los 47 mil emigrantes que partieron de Liguria, más de 31 mil se dirigieron hacia América del Sur. No obstante, de los italianos desembarcados entre 1882 y 1886, el 53 % provenía de las regiones meridionales o insulares. Mientras que los ligures —afincados en la capital desde más tiempo— tendían a acaparar los pequeños y grandes negocios, los italianos del sur ocupaban empleos como zapateros, operarios, vendedores de fruta ambulantes, limpiabotas o peones. En 1889 se realizó un censo en la industria de Montevideo que indicó que de las 2355 industrias censadas en el departamento, el 45,5 % —es decir, 1072 establecimientos, muchos de ellos modestas oficinas de artesanos— eran propiedad de italianos.
| Región                                                                                        | 1882-1886     | 1887-1891*     | 1892-1896     | 1897-1901    | 1882-1901      |
| --------------------------------------------------------------------------------------------- | ------------- | -------------- | ------------- | ------------ | -------------- |
| Piamonte                                                                                      | 335 (6,1 %)   | 1055 (10,3 %)  | 677 (12,7 %)  | 335 (6,4 %)  | 2402 (9,1 %)   |
| Lombardía                                                                                     | 718 (13,1 %)  | 2982 (29,1 %)  | 371 (7 %)     | 129 (2,5 %)  | 4200 (16 %)    |
| Liguria                                                                                       | 1260 (23 %)   | 590 (5,8 %)    | 1365 (25,6 %) | 401 (7,7 %)  | 3616 (13,8 %)  |
| Véneto                                                                                        | 43 (0,8 %)    | 381 (3,7 %)    | 119 (2,2 %)   | 14 (0,3 %)   | 557 (2,1 %)    |
| Emilia-Romaña                                                                                 | 32 (0,6 %)    | 590 (5,8 %)    | 78 (1,5 %)    | 87 (1,7 %)   | 787 (3 %)      |
| Toscana                                                                                       | 166 (3 %)     | 240 (2,3 %)    | 88 (1,6 %)    | 259 (5 %)    | 753 (2,9 %)    |
| Marcas                                                                                        | 35 (0,6 %)    | 383 (3,7 %)    | 25 (0,5 %)    | 13 (0,2 %)   | 456 (1,7 %)    |
| Lacio                                                                                         | –             | 1              | –             | –            | 1              |
| Umbría                                                                                        | –             | –              | 1             | 3 (0,1 %)    | 4              |
| Abruzos/ Molise                                                                               | 12 (0,2 %)    | 123 (1,2 %)    | 60 (1,1 %)    | 61 (1,2 %)   | 256 (1 %)      |
| Campania                                                                                      | 876 (16 %)    | 2029 (19,8 %)  | 2071 (38,8 %) | 2964 (57 %)  | 7940 (30,2 %)  |
| Apulia                                                                                        | 1             | 62 (0,6 %)     | 7 (0,1 %)     | 8 (0,2 %)    | 78 (0,3 %)     |
| Basilicata                                                                                    | 1451 (26,5 %) | 1207 (11,8 %)  | 118 (2,2 %)   | 548 (10,5 %) | 3224 (12,7 %)  |
| Calabria                                                                                      | 519 (9,5 %)   | 524 (5,1 %)    | 265 (5 %)     | 242 (4,7 %)  | 1550 (5,9 %)   |
| Sicilia                                                                                       | 25 (0,5 %)    | 93 (0,9 %)     | 93 (1,7 %)    | 137 (2,6 %)  | 348 (1,3 %)    |
| Cerdeña                                                                                       | –             | –              | –             | –            | –              |
| Friul-Venecia Julia                                                                           | –             | –              | –             | –            | –              |
| Trentino-Alto Adigio                                                                          | –             | –              | –             | –            | –              |
| Total Italia                                                                                  | 5473 (100 %)  | 10 260 (100 %) | 5338 (100 %)  | 5201 (100 %) | 26 272 (100 %) |
| Fuente: Statistica dell'emigrazione, Roma, 1882-1902. / *Se desconocen los datos del año 1891 |               |                |               |              |                |

Aunque no se realizaron censos nacionales durante los últimos veinte años del siglo xix, sí se recavaron las cifras de los italianos en Montevideo: en 1884 eran 32 829 —el 20 % de la población total— y en 1889 eran 46 991 —el 22 %—. Desde 1890 la corriente migratoria pasó a estar compuesta por una mayoría de inmigrantes de regiones del sur e insulares, tendencia que se iba a mantener hasta los años 1920. Una encuesta de 1906 realizada por la colonia italiana de Salto arrojó que el 59,86 % era originaria del norte de Italia, el 19,10 % del centro y el 17,10 % del sur. En una encuesta similar también realizada en Salto para dar a conocer la tendencia ocupacional, se reveló que el 35 % de los encuestados se dedicaba al comercio, el 25 % a la agricultura, el 28 % a la industria y a las artesanías y el 12 % se dedicaba a otras labores. Entre los italianos del norte, la mayoría eran comerciantes (50 %) y agricultores (19 %), números similares al de los italianos del centro que en su mayoría eran agricultores (50 %), dependientes (25 %) y comerciantes (21 %). En cambio, los inmigrantes originarios del sur eran artesanos (56 %), comerciantes (22 %) y agricultores (15 %). Tras su llegada al Puerto de Montevideo a principios del siglo xx, los trabajadores más solicitados eran los jornaleros, artesanos, modistas, cocineros, albañiles, carpinteros y zapateros. Durante la última década del siglo xix la tendencia de los italianos era de ganarse la vida desempeñando un oficio, dedicándose al comercio y trabajando de forma independiente. Además, gran cantidad de italianos invertían sus ahorros en la construcción de sus propias casas y en la compra de terrenos.

### Familia

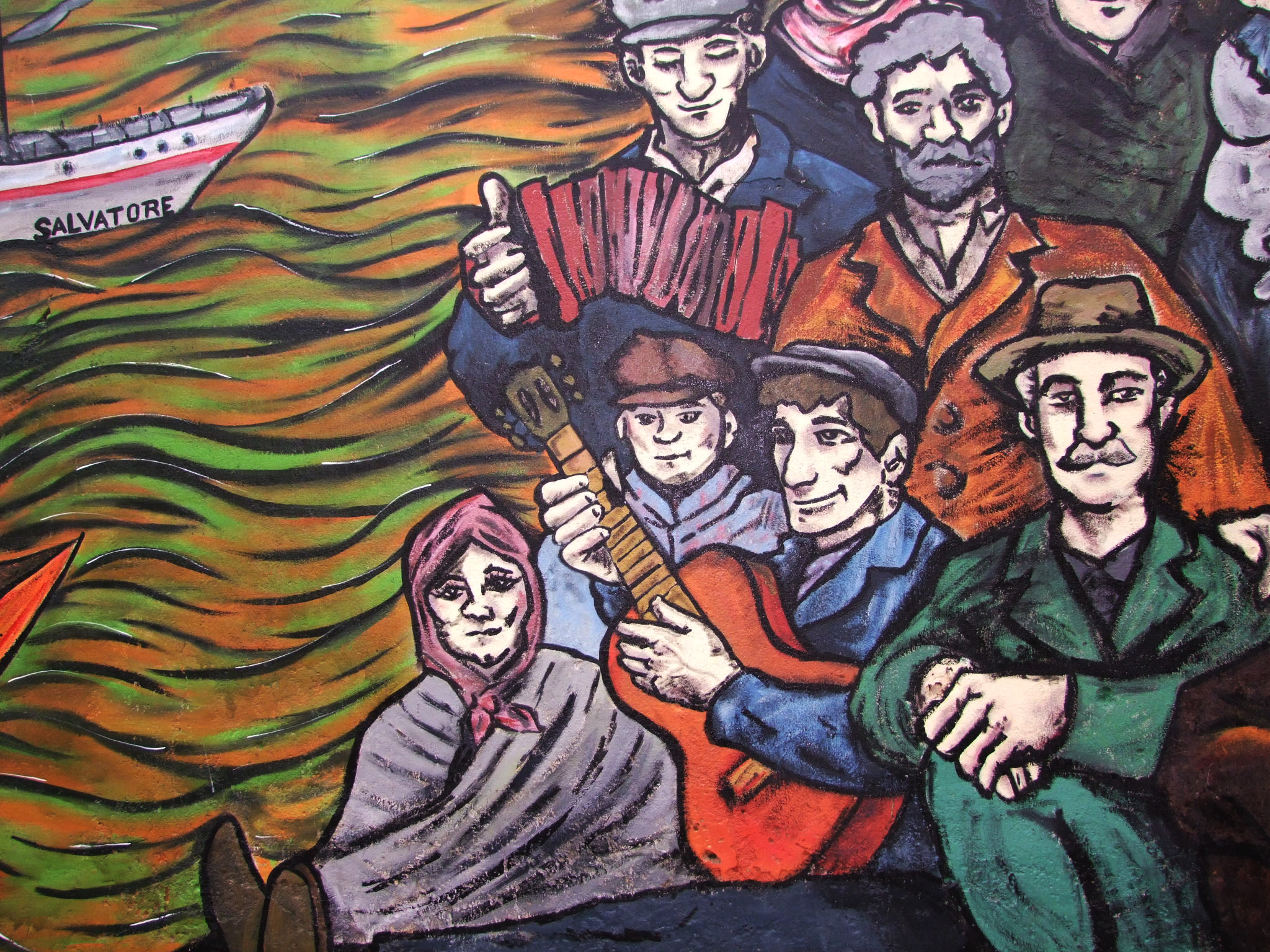
Mural en homenaje a los inmigrantes en Carmelo (Colonia).

En todos los periodos la mayoría de los inmigrantes eran hombres, aunque el porcentaje de mujeres aumentó a medida que la población fue envejeciendo, debido a una mayor esperanza de vida de las mujeres. Alrededor de los años 1860 las familias italianas solían ser nucleares o extensas, y estar compuesta por un promedio de 5,1 integrantes, un número igual al de las familias criollas. En comparación con las criollas, dentro de la comunidad italiana había porcentualmente más cantidad de familias nucleares y menos cantidad de familias extensas. Normalmente las familias extensas incorporaban familiares que recién llegaban al país. Eran pocos los que vivían solos y entre la comunidad inmigrante era común que individuos de un mismo oficio compartieran residencia: panaderos, zapateros o artesanos podían vivir junto a sus patrones, en un periodo donde existían pequeños negocios dentro de edificios de vivienda.
En cuanto al matrimonio, la edad promedio de los hombres italianos al momento de casarse era de 28 años, mientras que la de las mujeres era de 21,3 —edades más avanzadas con respecto a los criollos—. Dentro de los grupos inmigrantes más importantes, los franceses eran los más propensos a contraer matrimonio con individuos ajenos a su comunidad, pero los españoles e italianos tendían a la endogamia; los italianos, incluso, celebraban gran parte de sus matrimonios entre parejas provenientes de la misma región (47,9 %). Debido a que la cantidad de hombres extranjeros era superior a la cantidad de mujeres extranjeras, la posibilidad que estos tenían de casarse dentro de su comunidad estaba limitada, y de este modo era más común que los hombres italianos contrajeran matrimonio con mujeres criollas o de otra nacionalidad. Las mujeres italianas, en cambio, generalmente se casaban con hombres de su mismo origen. En caso contrario, se casaban con hombres de otras nacionalidades pero también extranjeros y muy pocas lo hacían con hombres criollos. De las mujeres italianas que se casaron entre los años 1860 y 1870, solo el 3,5 % lo hizo con un hombre nacido en Uruguay, el 10,4 % con hombres inmigrantes de una nacionalidad diferente a la propia y el restante 86 % se casó con un italiano.

## Causas de la emigración
La Unificación de Italia o Risorgimento acabó con el antiguo sistema feudal de tierras que subsistía en el sur de la península desde la Edad Media, principalmente donde las tierras habían sido propiedad de aristócratas, organizaciones religiosas o del rey. No obstante, el fin del feudalismo y la redistribución de tierras no necesariamente condujo a que los pequeños campesinos del sur adquirieran terrenos o que estos fuesen suelos útiles para trabajar. Muchos continuaron sin tierras y con el paso del tiempo estas se redujeron y capacidad productiva al ser divididas entre herederos. El desembarco de italianos en el Nuevo Mundo se debió principalmente a la búsqueda de oportunidades laborales y movilidad social que se dificultaba en una Europa inestable política, económica y socialmente entre los siglos xix y xx. Se calcula que a lo largo de un siglo unas veinticinco millones de personas habrían emigrado de la península itálica. A diferencia de otras corrientes migratorias hacia Uruguay, los motivos políticos no tuvieron un rol preponderante en la llegada de italianos.

## Cultura

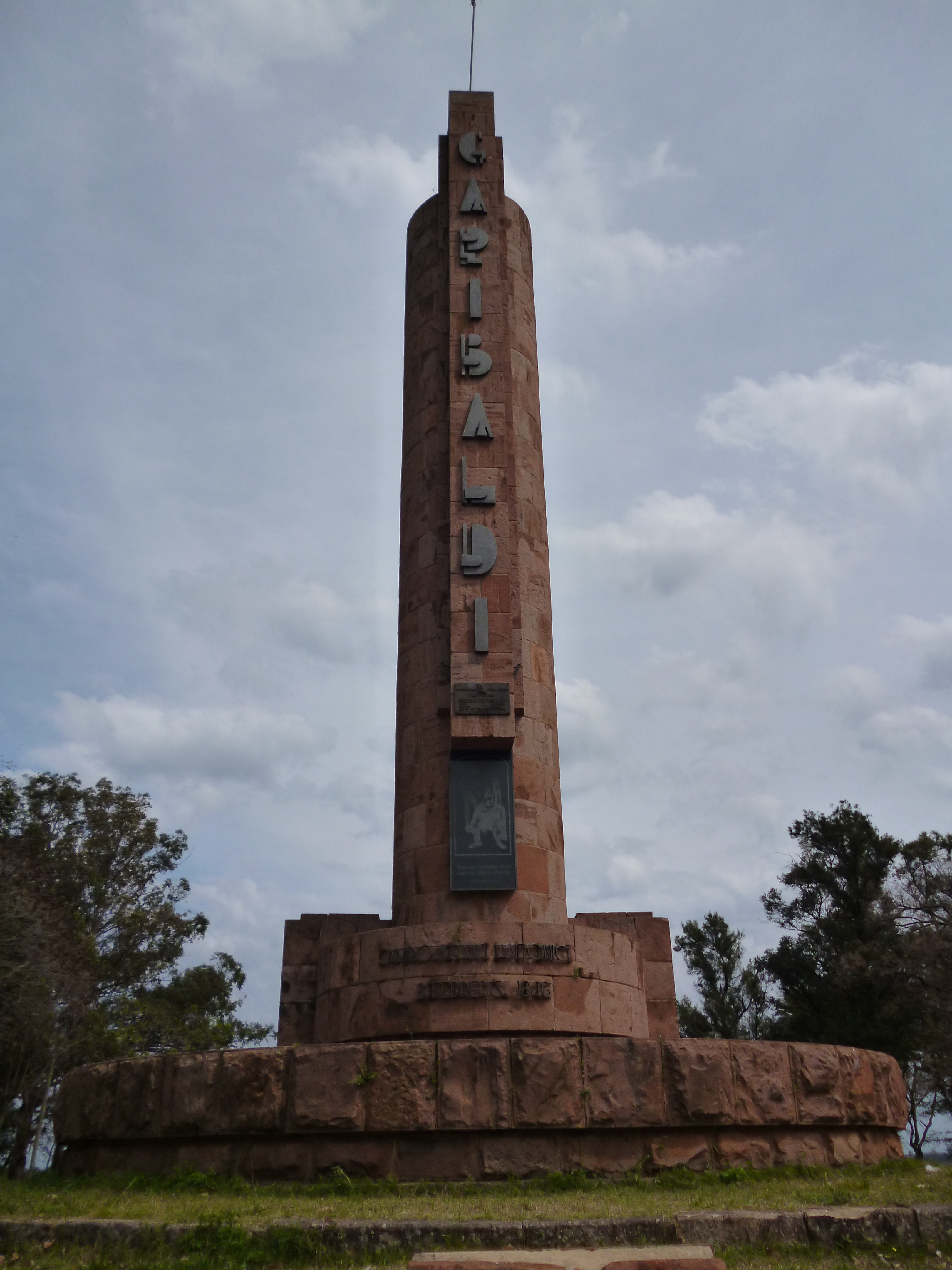
Monumento construido en 1934 en honor a Giuseppe Garibaldi en el departamento de Salto, obra de inspiración art déco, futurista y fascista diseñada por el arquitecto florentino Giovanni Veltroni.

La inmigración italiana influenció la cultura uruguaya, principalmente en el lenguaje, la gastronomía, la arquitectura, la religión y la música. El antropólogo Renzo Pi Hugarte afirmó que la presencia italiana en Uruguay «dejó profundas marcas en su cultura popular, al punto que los elementos que han venido a distinguirla, se perciben generalmente como originarios de estos sitios y no como adaptaciones de modelos itálicos». Múltiples personalidades de la historia cultural uruguaya son italianos o ítalodescendientes. Francisco Piria, hijo de inmigrantes genoveses, se transformó en uno de los principales fabricantes del país, e incluso creó un balneario que todavía lleva su nombre, Piriápolis. En 2009, María Lucía Cardarello Rebellato, nacida en Canelones, ganó la medalla de oro en el concurso de descendientes de italianos Regina Italia nel Mondo.

### Idioma
En 1843 durante el Sitio de Montevideo se formó el grupo de teatro «Aficionados Italianos» —activo hasta 1848— que representaba en italiano obras como Saul de Vittorio Alfieri; posteriormente en la década de 1880 actuaban otros conjuntos teatrales como «El Club Dramático Italiano», «Aspirazioni Drammatiche» y la «Compañía Dramática Italiana» que frecuentemente realizaba versiones en italiano de Otelo y Hamlet. Tal era la proliferación de conjuntos teatrales extranjeros en la capital uruguaya que algunas obras de dramaturgos uruguayos eran traducidas para ser estrenadas en francés o italianos, como Samuel Blixen que estrenó en italiano su obra Un cuento del tío Marcelo o Florencio Sánchez que estrenó y llegó a actuar en ese idioma. El escritor uruguayo Juan Carlos Sabat Pebet explicó: 

Las repetidas temporadas de grandes y pequeños conjuntos itálicos, dan la tónica de que el público montevideano gozaba, entendía y captaba los matices de la lengua dantesca. [...] No sólo los italianos e hijos de los tales se daban cita en plateas y tertulias, sino gentes de otro origen y de variedad de condiciones sociales. Lo cual demuestra que el teatro fue la primera y mas directa cátedra de italiano creada espontáneamente, diríamos, en el país.

Dada su escasa escolarización, los primeros inmigrantes que arribaron en la segunda mitad del siglo xix solían hablar la lengua o dialecto de su región de origen y una lengua franca producto de la mezcla de más de un dialecto. Fue con la ciudad de Montevideo sitiada y décadas antes de la Unificación de Italia cuando en el territorio uruguayo se empezó a promover la idea de unidad italiana y el uso de un idioma en común. La integración de estos inmigrantes a la vida social uruguaya se vio facilitada por la cercanía lingüística con el idioma español. Una vez afincados, la conservación del italiano con el paso del tiempo dependió de varios factores como edad, conformación familiar, nivel cultural, tipo de trabajo desempeñado, vínculos con la madre patria o tradiciones. Por su parte, tras la independencia el estado uruguayo planificó un país lingüísticamente homogéneo y sus políticas de alfabetización en español desalentaron el bilingüismo. Estudios realizados por la Universidad de la República de Uruguay indicaron que los inmigrantes utilizaban su lengua materna y su uso del español estaba influenciado por esta, la siguiente generación —nacida en Uruguay— aprendía el italiano en el ámbito familiar pero este no interfería con el uso del español y la tercera generación perdía el idioma o dialecto de sus ancestros y hablaba un español igual a de la población local. Dichas investigaciones también sugirieron que el idioma italiano se perdía más rápidamente en Uruguay antes que en otros puntos —como Nueva York—, puesto que los italianos en Uruguay se asimilaban con mayor facilidad. Para el lingüista uruguayo Adolfo Elizaincín era habitual que los hijos de los inmigrantes abandonaran el idioma de sus padres. Esto se pudo deber a causas como la falta de escuelas italianas o los matrimonios formados entre italianos y miembros ajenos a esa comunidad. Las primeras generaciones nacidas en Uruguay podían rechazar el idioma de sus padres en un intento por ascender socialmente, lo que estaba relacionado con un buen uso del idioma español. El escritor italiano Vincenzo Lo Cascio reflexionó al respecto: 

Durante décadas, los descendientes de italianos siempre consideraron su lengua como símbolo de la generación anterior y, a un tiempo, como símbolo de la pertenencia a una categoría social más baja. A esto se debe añadir la inexistencia de estudios de la lengua italiana y con ello la completa absorción por parte de la cultura española.

Como resultado de la mezcla lingüística entre dialectos italianos y el español nació el cocoliche una jerga hablada en los conventillos por los inmigrantes italianos del Río de la Plata de finales del siglo xix y principios del xx. El término «cocoliche» surgió a partir de la novela Juan Moreira del escritor argentino Eduardo Gutiérrez, convertida en obra teatral en 1886 por el uruguayo hijo de napolitanos José Podestá. Uno de los personajes de Juan Moreira era Francisco (Cocoliche), un estereotipo del inmigrante italiano del sur, cómico por su manera de vestir, comportarse y hablar, por ejemplo una de sus líneas decía: «Mi quiamo Franchisque Cocoliche, e songo cregollo gasta lo güese de la taba e la canilla de lo caracuse, amique». El popular personaje estuvo inspirado en Antonio Cocolicchio, un empleado de la compañía de teatro donde trabajaba Podestá: «Una noche que mi hermano Jerónimo estaba de buen humor, empezó a bromear con Antonio Cocoliche, peón calabrés de la compañía, muy bozal, durante la fiesta campestre de Juan Moreira, canchando con él y haciéndolo hablar. Aquello, resultó una escena nueva, fue muy entretenido y llamó la atención del público y aún de los artistas», explicó Podestá.
La autora Carol A. Klee indicó que «solamente hablaban el cocoliche los hablantes nativos de italiano que estaban en vías de adquirir el castellano y no lo transmitían a sus hijos». Del mismo modo, los escritores José Gobello y Marcelo Oliveri afirmaron que «el primer esfuerzo para hacerse comprender derivó a cocoliche, lenguaje de transición. Lo hablaban los inmigrantes. El segundo esfuerzo, el de los hijos de los inmigrantes, derivó a lunfardo». Surgido en los barrios de clase baja del Río de la Plata durante la segunda mitad del siglo xix, el lunfardo era otra jerga que combinaba el español con palabras de origen extranjero, mayoritariamente provenientes de dialectos italianos. Con el paso de los años el uso de algunos términos del lunfardo se extendió a las clases sociales superiores que anteriormente rechazaban la jerga. No se conoce con seguridad el origen de la palabra «lunfardo», pero se especula con que podría derivar de «lumbardo» o «lombardo». La inmigración italiana influenció en gran medida al español rioplatense, a tal punto de llegar a ser la variante del español con más italianismos. Palabras de raíz italiana como «chau», «guarda», «atenti», «minga», «laburo», «facha» o «gamba» pasaron a formar parte del vocabulario rioplatense; además se agregaron sufijos diminutivos o despectivos.

A esto cabe agregar los italianismos sintácticos introducidos en el español, así como las modalidades de pronunciación que claramente se alejan de las propias del español de España y del español de otras partes de América. Esta manera de hablar, llena de italianismos y de palabras, giros y modismos itálicos o lunfardos, ha dado lugar a la extendida broma de que los rioplatenses somos en realidad, italianos que hablamos en español.
Renzo Pi Hugarte, Elementos de la cultura italiana en la cultura del Uruguay, 2001.

La inmigración valdense a Colonia trajo consigo el patois, que aunque con el paso de las generaciones fue reemplazado por el español, se iba a conservar como «lengua étnica». Acompañando el flujo migratorio que llegaba desde Italia llegaron también sacerdotes; mientras que algunos de ellos utilizaban el italiano para la predica, otros con el paso del tiempo también ofrecían sus servicios en español. Alrededor de la década de 1880 los sacerdotes salesianos utilizaban el latín, práctica que se abandonó debido a su disonancia con el idioma local. Los emigrantes italianos que desembarcaron en la segunda posguerra solían tener un nivel educativo superior al de la primera oleada migratoria y en comparación hablaban un italiano más formal, siendo capaces de diferenciarlo del español y evitando mezclas lingüísticas. Además de hablar sus dialectos regionales, solían tener —en mayor o menor medida— conocimientos del italianos estándar. Es el caso de los valdenses, que hablaban el patois, el francés y en menor medida el italiano. Esto estaba relacionado con la situación en Italia, donde se estaba imponiendo el italiano estándar como lengua en común para todas las clases sociales y el uso de los dialectos se estaba perdiendo gradualmente. Si bien la difusión del italiano estándar estaba en aumento, su uso aún no estaba totalmente arraigado y no se había desarrollado una versión coloquial e informal del mismo —italiano popolare—, por lo que los inmigrantes elaboraban su «propia variedad de italiano popolare fuera del país de origen, cuando se vieron obligados a utilizar efectivamente esa lengua en interacciones orales informales con italianos de otras procedencias regionales».
La importante presencia de los inmigrantes en territorio uruguayo dio lugar a la prensa escrita en italiano, que tuvo lugar principalmente desde mediados del siglo xix hasta la década de 1940. Entre los años 1960 y 1970 aparecieron los programas de radio en italiano: «la Rai recurría a conductores, actores y actores de doblaje que podían, de esa forma, ayudar también a no perder la pronunciación de la bella lengua», dijo el periodista ítalouruguayo Federico Guiglia. Alfredo Baldomir Ferrari, presidente de Uruguay, decretó en 1942 el estudio obligatorio del idioma italiano en las escuelas secundarias. Del mismo modo que con los ítaloestadounidenses, a partir de terceras y cuartas generaciones de descendientes, nietos y bisnietos, se produjo un resurgimiento del interés por las raíces italianas. La Scuola Italiana di Montevideo, fundada en 1886, se encargaba originalmente de enseñar la cultura italiana y el idioma a los descendientes de italianos. Su influencia se diluyó en la década de 1970 cuando la institución se trasladó desde el Centro de la capital hacia Carrasco, alejándose de la colectividad italiana y apuntando a un alumnado de clase alta.
En 1991 el Centro Assistenza Scolastica Italia Uruguay (C.A.S.I.U.) añadió la enseñanza del italiano en más de setenta escuelas públicas uruguayas ubicadas en zonas pobladas por descendientes de italianos, alcanzando a unos 14 000 alumnos de cuarto, quinto y sexto de primaria. Esa iniciativa estuvo financiada por el Ministerio de Asuntos Exteriores de Italia. En el año 2006, el Consejo de Educación Secundaria decidió suprimir el estudio del idioma italiano en los institutos secundarios, lo que generó críticas por parte de los ciento cincuenta profesores que en ese entonces dictaban la materia, llegando a enviar una carta de protesta al presidente. El director del Istituto Italiano di Cultura de Montevideo también discrepó sobre la decisión, declarando que el italiano «es el patrimonio lingüístico, conocido u olvidado, de un 40 % de la población» de Uruguay. Además del Istituto Italiano di Cultura, otros centros que se han encargado de ofrecer cursos de idioma son la Facultad de Humanidades y Ciencias de la Educación y la Sociedad Dante Alighieri. Hacia 2019, se dictaban cursos de italiano en treinta y siete escuelas primarias, veinticuatro de ellas ubicadas en el interior del país, alcanzando un total de cuatro mil estudiantes. De acuerdo con reportes de 2023, la cantidad de estudiantes del idioma en Uruguay era de seis mil, incluyendo mil estudiantes de escuela primaria tanto en Montevideo como en el resto del país. Asimismo, debido al requerimiento de un nivel B1 para la obtención de la ciudadanía italiana por matrimonio, se incrementaron las certificaciones.

### Religión

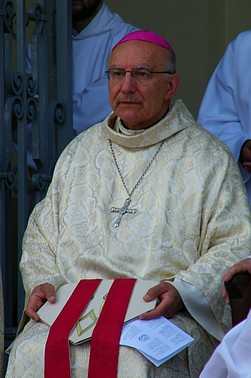
Nicolás Cotugno, nacido en Sesto San Giovanni (Milán), fue arzobispo de Montevideo entre 1998 y 2013.

La endeble organización de la Iglesia católica posterior a la independencia de la Banda Oriental impulsó la llegada de religiosos procedentes de Italia que se iban a incorporar al clero local. Las primeras congregaciones religiosas católicas italianas llegaron a Uruguay en la década de 1830 y en 1859 estas llegadas se acrecentaron gracias a la designación de Jacinto Vera como vicario apostólico. Según documentos de la Arquidiócesis de Montevideo, entre 1850 y 1930 se contó con la presencia de setenta sacerdotes italianos. Durante el transcurso del siglo xix, en ocasiones se autorizaron misas en italiano. Hacia la mitad de ese siglo se instaló en Montevideo un convento de franciscanos italianos y cinco monjas visitandinas provenientes de Milán. También arribaron varias congregaciones femeninas como las Hijas de María Santísima del Huerto, las Hijas de María Auxiliadora y las Hermanas Capuchinas de la Madre Rubatto; en 1896 había dos congregaciones masculinas y cuatro congregaciones femeninas de origen italiano. La participación italiana no se limitó solamente a la fe católica. En 1858 un grupo de valdenses arribó al departamento de Colonia donde fundó Colonia Piamontesa (La Paz) y Colonia Valdense, uno de los establecimientos más importantes de esa iglesia en América. Hacia el año 1870 la colonia italiana de Carmelo (Colonia) inauguró una capilla dedicada a San Roque que contaba con una campana transportada desde Génova. En esa década se instaló una sede de la Orden de los Hermanos Menores Capuchinos y en 1876 arribaron desde Turín enviados por Don Bosco los primeros salesianos, que se establecieron en Villa Colón.
Sin bien algunos inmigrantes eran anticlericales —burgueses liberales del centro y norte de la península—, la mayoría de ellos mantenían su tradición religiosa. La colonia italiana del departamento de Florida inició en 1883 la construcción de una capilla dedicada al santo Cono de Teggiano y dos años después trasladó desde Teggiano (Salerno) una réplica de la imagen de san Cono; el culto a san Cono se transformó en uno de los más importantes del país, con miles de fieles festejando cada 3 de junio la Fiesta del San Cono. Posteriormente iban a surgir cultos a la Virgen María y a santos como Cayetano Errico, José de Cupertino, Gerardo dei Tintori, Santa Lucía y San Gennaro. En 1894 un obispo salesiano impulsó la construcción de una capilla en la colonia agrícola de Porvenir (Paysandú), donde habitaba un número importante de italianos. Hacia 1887 había en el país setenta y cuatro escuelas católicas, con 8144 alumnos, y casi la mitad de ellos (49,8 %) eran alumnos de escuelas de congregaciones italianas. Con la llegada al país de nuevas congregaciones, hacia fines del siglo xix y principios del xx el porcentaje de alumnos que asistía a escuelas católicas italianas aumentó al 65 %. En 1916 por iniciativa de la sobrina del sacerdote José Bartolomé Capurro se construyó en el barrio italiano entonces llamado Umberto I la Parroquia Nuestra Señora del Carmen. A principios de 1929 el sacerdote Luigi Orione, conocido como Don Orione, fundó la Congregación de la Divina Providencia en el barrio de La Aguada.

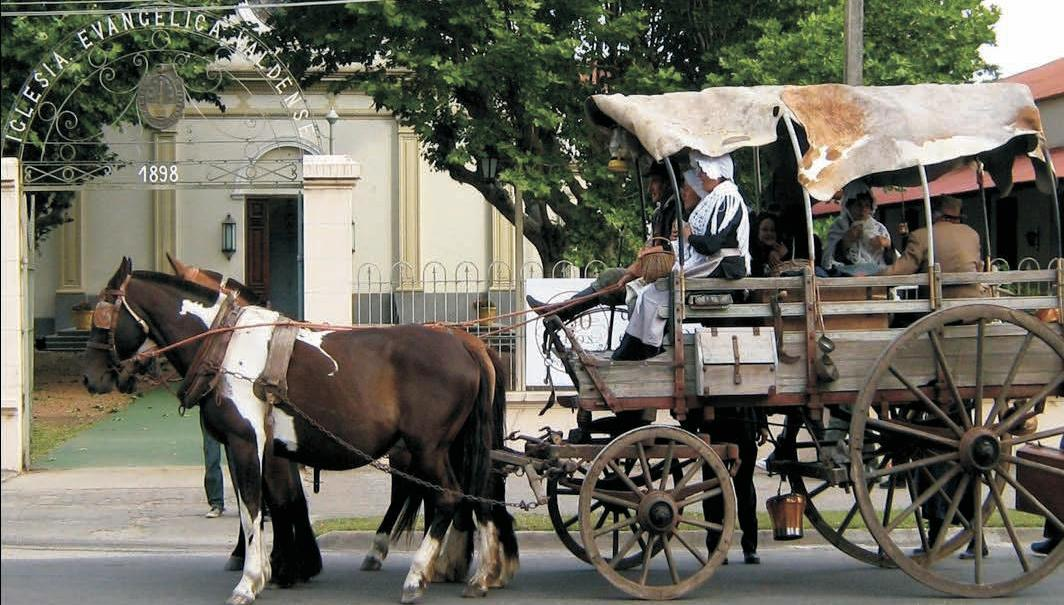
Descendientes de inmigrantes valdenses durante los festejos de los 150 años de la migración valdense hacia Uruguay frente al templo de la iglesia valdense en Colonia Valdense (agosto de 2009).

A partir de las primeras décadas del siglo xx aumentó el flujo migratorio de curas italianos hacia el Río de la Plata y posteriormente el cargo de arzobispo de Montevideo comenzó a ser ocupado por obispos de origen italiano. En 1919 se designó a Juan Francisco Aragone como arzobispo, el segundo arzobispo de Montevideo. Tras la renuncia de Aragone, Antonio María Barbieri ocupó el lugar entre 1940 y 1976. Barbieri nació en Montevideo y estudió en la Pontificia Universidad Gregoriana de Roma; en 1958 el papa Juan XXIII lo nombró cardenal, el primer uruguayo que recibió ese título honorífico. Entre 1976 y 1985 el arzobispo fue Carlos Parteli, nacido en Rivera hijo de italianos. El salesiano José Gottardi, originario de Baselga di Piné (Trento), llegó a Uruguay a los seis años de edad y fue arzobispo entre los años 1985 y 1998. A Gottardi lo sucedió otro salesiano, Nicolás Cotugno, nacido en Sesto San Giovanni (Milán), que llegó como misionero a Uruguay en 1962 y después de ejercer varias funciones fue nombrado arzobispo de Montevideo en 1998, hasta que presentó su renuncia en 2013. Fue reemplazado por el también salesiano Daniel Sturla.

### Instituciones

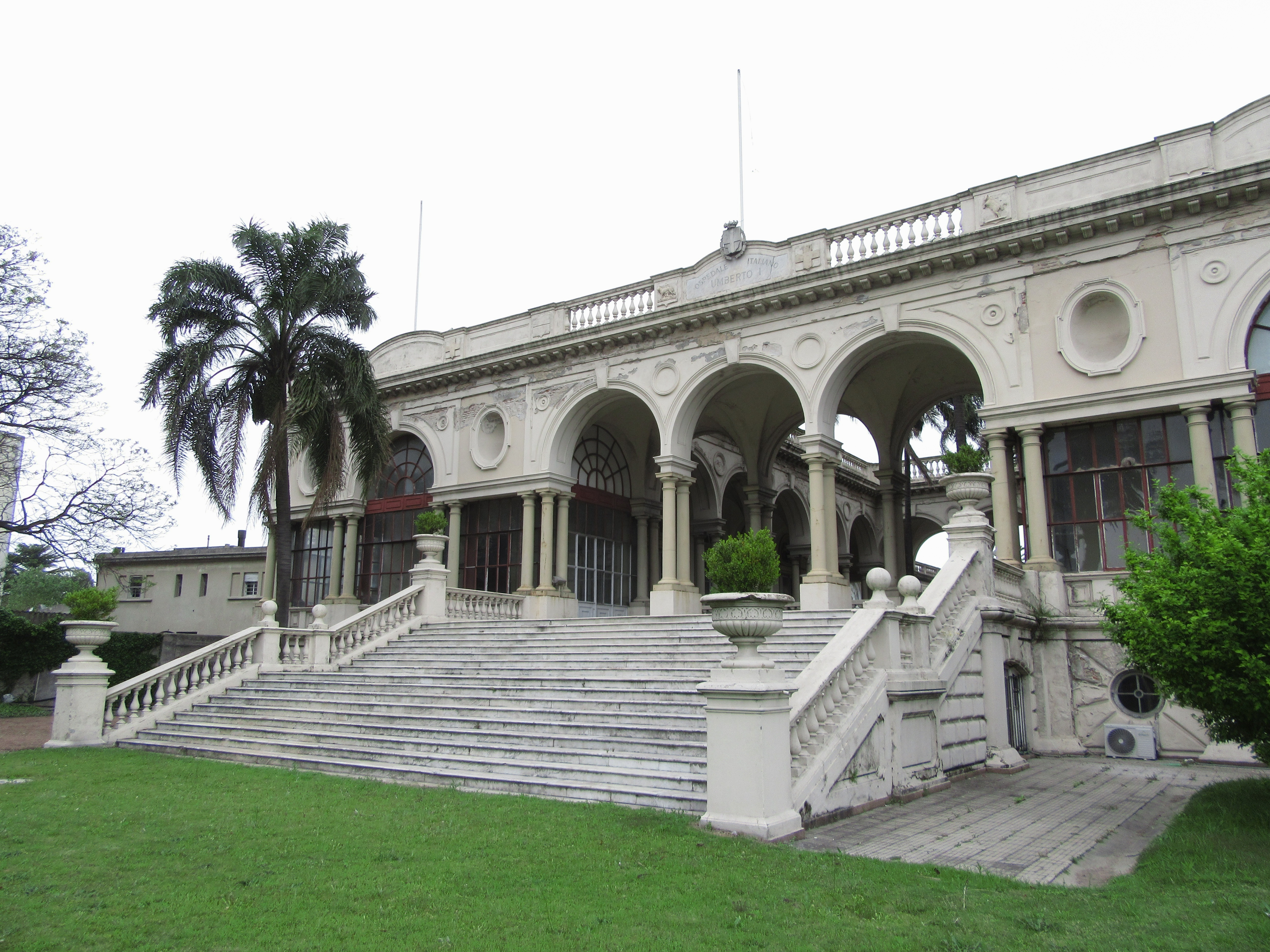
Escalinatas del Hospital Italiano de Montevideo (Ospedale Italiano Umberto I)

El fenómeno de las sociedades italianas surgió en el siglo xix, desarrollándose principalmente durante la década de 1880. En 1918 existían solo en Montevideo veintiséis asociaciones italianas, la más antigua de ellas era la Società Reduci Patrie Battaglie, fundada en 1878. A esa se le sumaron otras sociedades patrióticas como Legionari garibaldini en 1883, Circolo Garibaldi y Superstiti di San Antonio; estas, junto a Società Reduci Patrie Battaglie, iban a fusionarse en 1921 para formar Combattenti e reduci italiani, una activa institución en apoyo del fascismo en Uruguay. La mayor cantidad de asociaciones italianas que se contabilizaron en todo el país fue en 1897, cuando existían setenta y dos asociaciones, que reunían un total de 11 400 socios. Durante el siglo xix también se instaló la Cámara de Comercio Italiana —la primera en el mundo—. Entre 1883 y 1907 funcionó el Banco Italiano del Uruguay. En 1892 se inauguró el Hospital Italiano de Montevideo (Ospedale Italiano Umberto I) y la sociedad de mutuo soccorso Operai italiani di Montevideo inauguró una escuela italiana. Más tarde se abrieron las escuelas italianas de la Lega Lombarda y del Circolo Napolitano. Por iniciativa de Leone Maria Morelli dichas escuelas iban a fusionarse para fundar en 1886 la Scuola Italiana delle Società Riunite, que en 1918 pasó a llamarse Scuola Italiana di Montevideo. Otras asociaciones que funcionaban como punto de encuentro de la colectividad tenían finalidades recreativas, como el Casino italiano —que funcionó desde 1880— o el Circolo Italiano; otras se orientaban hacia los deportes, como el Centro atlético italiano, o la música: la Lega lombarda corale istrumentale o la Scuola Corale Filodrammatica. Posteriormente se fundó, en 1906, la Società di Mutuo Soccorso, que contaba con 1906 socios, y el Circolo Napolitano, con 1421 socios.
Las sociedades de mutuo soccorso que proliferaban en la capital comenzaron a extenderse hacia otros puntos del país, en 1869 se establecieron en San José de Mayo y Pando, y durante los años siguientes llegaron a Trinidad, Carmelo, Nueva Palmira, Rocha y Rivera. En Paysandú se fundaron varias organizaciones italianas, la primera de ellas fue Unione e Benevolenza, que se fundó en 1874 y tuvo una escuela primaria masculina hasta 1885 —también existió una Società Fermminile Unione e Benevolenza—. Más tarde la sociedad xx Settembre de Salto también abrió una escuela italiana y durante un tiempo funcionaron escuelas en Rocha y Trinidad. Hacia el año 2017 seguían presentes en Paysandú asociaciones italianas como el Centro Cultural Italiano, la Asociación Piamontesa, la Asociación Lucana, la Asociación Ligur, la Asociación Campana y el Circolo Napolitano. Se calcula que hacia 1908 en Uruguay uno de cada tres italianos pertenecía a alguna asociación.
Después de la dictadura cívico-militar (1973-1985) se instalaron en Uruguay diversos patronatos financiados por el Ministerio de Trabajo de Italia con el objetivo de prestar asistencia social a los trabajadores italianos y uruguayos, como los patronatos INCA, ACLI, INAS, INAPA e ITAL-UIL. Para difundir la cultura y el idioma se instalaron en Montevideo la Sociedad Dante Alighieri y el Istituto Italiano di Cultura. Las organizaciones italianas en Uruguay llegaron a ser alrededor de setenta, incluyendo centros culturales específicos de cada región italiana, como por ejemplo la Asociación Calabresa Del Uruguay, el Circolo Lucano del Uruguay o el Circolo Trentino.

### Prensa
La inmigración italiana también llevó al surgimiento de periódicos en italiano como L'italiano, Il Legionario Italiano, L'Italia y L'Italia al Plata, entre otros. L'italiano, publicado semanalmente, apareció en 1841 siendo fundado por el ligur Giovanni Battista Cuneo, pionero del periodismo italiano en Sudamérica y primer biógrafo de Garibaldi. A pesar de ser bien recibido por la colonia italiana, el periódico de Cuneo se publicó por última vez el 10 de septiembre de 1842 con la edición número veintitrés, debido a la falta de fondos y colaboradores. En un Montevideo asediado y con los combatientes de Garibaldi defendiendo la ciudad, Cuneo comenzó a distribuir gratuitamente Il Legionario Italiano para «mantener ardiente el espíritu de patriotismo de los legionarios italianos». El primer diario sudamericano destinado a los inmigrantes fue La Speranza, editado durante unos pocos meses en 1859 por Giacinto Marchisio Moreno y el milanés Teodoro Silva. A finales de 1864 llegó desde Buenos Aires Gustavo Minelli para editar L'Italia —con la colaboración de Luigi Desteffanis, referente de la colectividad italiana—, que tras veintiocho números se cerró por las autoridades montevideanas y a Minelli se lo amenazó para que abandonara el país debido al tono anticlerical, masón y liberal de su publicación. Casi dos décadas más tarde, mediante la fusión de L'Era italiana y L'Italia Nuova, nació otro periódico llamado L'Italia, cuyo redactor principal era Luigi D. Desteffanis y estaba acompañado por Giovacchino Odicini y Sagra —hijo de Bartolomé Odicini— un importante periodista de la época que escribía «de la misma forma en la lengua de Cervantes como en la de Boccaccio». L'Italia se volvió un punto de referencia de la colectividad italiana.
Hacia fines del siglo xix la comunidad italiana poseía la mayor cantidad de periódicos de presa extranjera en Uruguay —concentrada en la capital—, siendo los más populares L'Italia y L'Italia al Plata. Junto al movimiento anarquista italiano también surgieron publicaciones propagandísticas en forma de folletos, revistas y diarios. En 1885 apareció el primer periódico socialista en italiano, La Colonia Italiana. Posteriormente se editaron diarios de similares tendencias, entre ellos el comunista-anarquista Il Socialista, que se declaraba como «irreligioso, antipatriótico, redactado por los trabajadores». Hacia principios del siglo xx la prensa italiana también desarrollaba su actividad en otras ciudades del territorio como Salto, donde vivían 3000 italianos, o Paysandú. Tras el estallido de la Primera Guerra Mundial se inició una nueva etapa en el periodismo italiano en Uruguay, con publicaciones como Il Bersagliere —escrito también en español— que dedicaba gran parte de su contenido a la guerra, principalmente a la situación del frente italiano en Europa. Fue en este periodo que surgieron las primeras preocupaciones por el futuro de la prensa italiana en Uruguay, según el escritor Pantaleone Sergi «la caída del flujo migratorio y la ya casi completa asimilación de la vieja emigración» no favorecía la situación de la prensa inmigrante, señalando que en los siguientes años iba a tener una difusión menor. Durante la era del fascismo en Italia surgieron en Uruguay varios periódicos que se adhirieron a esa ideología: a partir de 1925 se editó L’Era Nuova. Settimanale fascista: organo ufficiale del Fascio Italiano dell’Uruguay, en 1928 surgió Los deberes del hombre y en 1933 se editó Fascismo en Salto. Por otro lado, había diarios de perfil antifascista como La Patria Italiana en el Uruguay, que se publicó hasta 1944.
En la década de 1940 el periodismo italiano se caracterizó por el uso de la radio por sobre la prensa; uno de los programas más destacados era Il Giornale dell'Aria, transmitido por la estación CXA Radio El Espectador de Montevideo. Ante la ausencia de medios impresos en el territorio uruguayo, los italianos e ítalodescendientes recurrieron a periódicos, tanto fascistas como democráticos, que llegaban de Buenos Aires. Después de la desaparición de L'Italiano en 1940, en 1946 ya no había ningún periódico italiano impreso en Uruguay. Finalmente, en 1949, se publicó Messaggero italico, el primer periódico de la posguerra. No obstante la prensa continuó siendo escasa y tardó en recuperarse; entre los años 1952 y 1955 se editó en español e italiano Il Mattino d'America, entre 1956 y 1958 se difundió Gazzetta d'Italia y entre 1952 y 1954 se distribuyó el Annuario Aiufre. Por iniciativa del calabrés Gaetano Cario, en 1964 se lanzó L'Eco d'Italia. Con una comunidad italiana dividida políticamente entre seguidores y detractores del fascismo, el diario siguió una línea democrática dirigida hacia todos los italianos sin distinción de tendencia política. De entre los periódicos surgidos durante la posguerra, L'Eco d'Italia fue el que se mantuvo el mayor tiempo en actividad hasta desaparecer en el año 2010, cuando se le negó la financiación que llegaba desde Roma. A partir de 2005 se imprimió en Montevideo una versión del diario La Gente d'Italia, redactado en Roma y en la capital uruguaya, distribuido primero junto a Últimas Noticias y después junto a La República. En 2020 La Gente d'Italia dejó de distribuirse de manera impresa.

### Radio y televisión
A mediados de la década de 1950 la colectividad se puso en contacto mediante la radio. Uno nombre importante del periodismo radial italiano era el del mantuano Tullo Guiglia, que llegó a Montevideo en 1952 y a partir de 1954 condujo el programa informativo Trenta Minuti con L'Italia, primero en Radio Femenina, más tarde en Radio Rural y finalmente en Radio Italia. Desde 1958 hasta 1973 cuando regresó a Italia, Guiglia se hizo cargo del popular programa de música italiana La Voce d'Italia, transmitido por CX 58 Radio Clarín. En 1963, también por Radio Clarín, se comenzó a transmitir el programa dominical La Voce dei calabresi. Tres años más tarde la emisora Radio Carve transmitía cada martes el programa Hoy en Italia.
En junio de 1966 llegó a Montevideo la compañía italiana Rai, siendo inaugurada ante la presencia de representantes de ambos países, y la sede se ubicó en el centro de la capital sobre la Avenida 18 de Julio. Al mismo tiempo, el Canal 4 transmitía cada quince días un programa sobre la actualidad de Italia, incluyendo espectáculos, deportes y entrevistas. Entrado el nuevo milenio La Voce dei calabresi continuaba al aire ahora en CX 28 Radio Imparcial y se transmitían nuevos programas como Buongiorno dall'Italia en Radio Fénix CX40 y Spazio Italia en Radio Sarandí; también había programas conducidos por ítaloruguayos en otras ciudades uruguayas como Tacuarembó, Salto y Paysandú. El conductor radial montevideano Italo Colafranceschi se dedicó también a la televisión realizando los programas Zoom Italiano, Italia Italia y Panorama italiano. El político, periodista y arquitecto Aldo Lamorte condujo Italia ti chiama por el canal VTV, ocupándose de asuntos referentes a la comunidad ítalouruguaya.

### Arquitectura y urbanismo
Tras la retirada de los portugueses de la región en 1724, se envió desde Buenos Aires al ingeniero militar Domingo Petrarca a la bahía de Montevideo para realizar el trazado de la ciudad y levantar una fortificación, ubicada donde luego iba a estar la Plaza Zabala. No se sabe con certeza el origen de Petrarca, manejándose la posibilidad de que fuese italiano o español. En 1826 el arquitecto reggiano Carlo Zucchi se instaló en Buenos Aires y entre 1836 y 1843 continuó su carrera en la capital oriental, donde pasó a integrar la Comisión Topográfica y de Higiene y Obras Públicas como ingeniero y arquitecto, cargos que ocupó hasta su renuncia debido a razones políticas. Sus obras públicas en Montevideo se basaron en la ampliación y reorganización de la ciudad, incidiendo principalmente en el Puerto de Montevideo, la Plaza Independencia y sus alrededores y el Cementerio Central de Montevideo. De marcado estilo neoclásico, algunos de sus trabajos arquitectónicos más importantes fueron el diseño del Teatro Solís, en un principio rechazado debido a su alto costo, o la casa García de Zúñiga (Museo Blanes). En 1858 Bernardo Poncini reformó la fachada y la cúpula de la Catedral metropolitana de Montevideo, definiendo su estilo actual a pasar de que parte de sus reformas iban a ser revertidas por Rafael Ruano.
A la par de la expansión demográfica que experimentaba la región, entre los años 1880 y 1920 en el área del Río de la Plata floreció la industria de la construcción, influenciada por la arquitectura de Italia y Francia. El trabajo de constructores y arquitectos italianos durante ese periodo iba a determinar el estilo arquitectónico característico de Uruguay, que respondía a corrientes mediterráneas como el eclecticismo y el historicismo, con rasgos del renacimiento italiano a los que más tarde, a principios del siglo xx, se les sumaron algunos motivos de la arquitectura modernista. No se trataba únicamente de modelos europeos trasplantados sino que a partir de ellos las técnicas se adaptaban al nuevo territorio. Las construcciones de la época mantenían en cada barrio una armonía estética y al mismo tiempo cada obra arquitectónica conservaba sus características propias, prestándose especial atención al aspecto estético tanto en el diseño de edificios públicos como residencias privadas. Esta coherencia se mantenía a pesar del paso del tiempo, cuando se iban construyendo viviendas con mayor o menor decoración, tamaño o valor.
En ese entonces la inmigración italiana fue de vital importancia para el desarrollo arquitectónico de la ciudad, siendo además la comunidad extranjera más numerosa en el sector de la construcción: por cada trabajador español había cuatro trabajadores italianos. La mayoría de los constructores que llevaban a cabo los proyectos eran inmigrantes italianos. También constituían en gran parte los «arquitectos de segundo orden». Eran aún más numerosos en los empleos artesanales y relacionados al lado artístico o decorativo de la arquitectura, tales como mosaiquista, fabricante de baldosas, escultor en madera, mármol, gesso o portland, grabador en cristal, marmolista, diseñador o pintor. Debido a la intervención italiana, en la región se hablaba de «casas italianizantes» para referirse a ciertas construcciones de la época. Hacia 1900 la mayoría de las construcciones se trataban de «casas estándar», es decir, viviendas que normalmente tenían varias habitaciones dispuestas en fila una al lado de la otra a lo largo del espacio, conectadas por pasillos, con uno o más patios internos y un atrio en la entrada. La o las habitaciones del frente se conectaban con la calle mediante ventanas o balcones. Para cubrir los pasillos, herreros y vidrieros de origen italiano construían claraboyas, las cuales se volvieron un elemento característicos de las casas montevideanas. Según el arquitecto Juan Giuria la mayoría de esas casas tenían una sola planta y una similar distribución de las fachadas, decoradas con una «correcta superficie clasicista».
La construcción de algunos edificios históricos del país estuvo a cargo de arquitectos italianos. A partir de 1913 Gaetano Moretti se hizo cargo de la construcción del Palacio Legislativo, finalmente inaugurado en 1925. El proyecto original había sido planificado por Vittorio Meano y fue llevado a cabo por Moretti, quien junto a Eugenio Baroffio introdujo algunas modificaciones. El emblemático Palacio Salvo se inauguró en 1928 y Mario Palanti se inspiró para su diseño en la Divina comedia de Dante Alighieri, produciendo una construcción art déco ecléctica. El Palacio Salvo sirvió como hotel y edificio de apartamentos, llegando a contar con un salón de baile y un teatro, y su altura de ciento cinco metros lo distinguió como el edificio más alto de Sudamérica hasta 1935. En su construcción se utilizó mármol de Carrara, granito de Alemania y para sus puertas se empleó roble del Cáucaso. Además del arquitecto Palanti y Enrique Albertazzi —autor de un fresco—, también eran italianos muchos de los herreros, vidrieros y escultores que participaron del proyecto. Las decoraciones de bronce de las pilastras fueron fundidas por artesanos italianos utilizando moldes provenientes de Italia.

### Gastronomía
Las costumbres alimenticias de los uruguayos están fuertemente influenciadas por la gastronomía de Italia, que se adaptó a su nuevo ambiente y se fusionó con otros usos culinarios presentes en el país. Los inmigrantes italianos introdujeron en Uruguay algunas comidas que iban a consumirse con frecuencia por la población uruguaya, tales como la pasta, la polenta, la milanesa (cotoletta), la fainá y la pizza. Muchos inmigrantes recién llegados abandonaron sus antiguos hábitos y comenzaron a consumir otros alimentos, como el asado; el director del Istituto Italiano di Cultura Angelo Manenti explicó: «Cuando nuestros compatriotas llegaron acá o a Argentina, se encontraron con un mundo al revés, en donde la cosa más barata y que se conseguía fácilmente era la carne, que en Italia era la comida de los ricos». Ese impacto entre inmigrantes italianos y su nuevo territorio dio lugar a la cocina ítalo-uruguaya o ítalo-rioplatense, el periodista culinario uruguayo Ángel Ruocco explicó: 

Sucede que nuestros antepasados tanos debieron acomodar sus recetas a la realidad local. Y la principal diferencia consistió en la utilización de generosas porciones de carne vacuna, muy a mano aquí y poco a disposición en Italia, además de la falta o poca disponibilidad de ingredientes comunes allá e inexistentes o raros o muy caros (p.e. aceite de oliva) aquí, lo que obligó a modificar las recetas e hizo que la gran cantidad de las creativas y gustosísimas salsas que acompañan a la pasta en Italia se redujera considerablemente entre nosotros.

La pasta se popularizó en Uruguay a la par de la inmigración italiana entre mediados del siglo xix y principios del xx; aunque iba a continuar siendo popular, su consumo se redujo —y aumentó el de la carne— a partir de la década de 1960, como consecuencia de medidas impuestas por el Mercado Común Europeo que restringían las exportaciones. La presencia italiana en Uruguay generó el desarrollo de tradiciones desconocidas en Italia, como el consumo de pasta los domingos o los Ñoquis del 29, una costumbre que se difundió en el Río de la Plata —de origen incierto, aunque podría haber surgido en Italia— cuando las familias italianas se reunían el día 29 de cada mes a comer ñoquis (gnocchi) y se colocaba dinero abajo de cada plato como augurio de bonanza. El investigador uruguayo Ignacio Martínez afirmó que el consumo de ñoquis el día veintinueve empezó a mediados del siglo xx y que podría haber llegado al país a través de la inmigración italiana proveniente de Argentina, donde también está arraigada esta costumbre. Los tallarines (tagliatelle) —nombre que derivó del nombre piamontés taijarin— también alcanzaron popularidad, al punto que durante los años 1920 y 1930 los jugadores de la selección de fútbol de Uruguay acostumbraban comerlos acompañados con tuco (tuccu) antes de los partidos. Compitiendo en popularidad con los tallarines están los ravioles (ravioli) y otras variedades de pasta que llegaron a Uruguay fueron los spaghetti, vermicelli, capeletis (cappelletti) y tortelines (tortellini), entre otras.

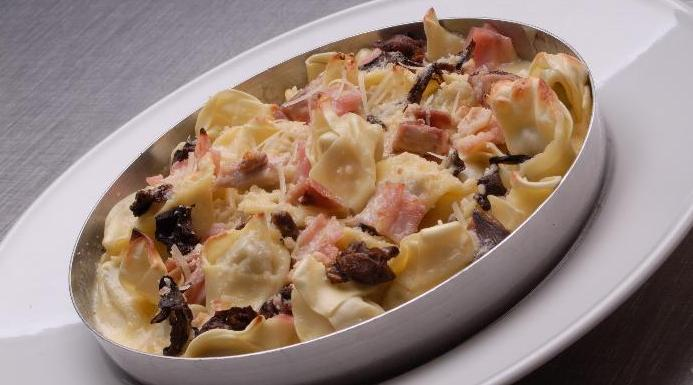
En 1954 el cocinero piamontés Raimondo Monti creó en Montevideo la salsa caruso para acompañar un plato de pasta que iba a ser conocido como «capeletis a la Caruso».

Una creación propia de la cocina ítalo-uruguaya son los capeletis a la Caruso, un plato que surgió en un reconocido restaurante especializado en pasta llamado Mario y Alberto. En 1954, para acompañar los capeletis, el cocinero piamontés Raimondo Monti combinó crema de leche, jamón cocido, champiñónes saltados en manteca y una cucharada de extracto de carne para crear la salsa caruso, nombrada en honor al tenor Enrico Caruso. Mientras que en Italia se consume mayoritariamente pasta seca, en Uruguay el consumo está repartido entre pasta seca y fresca. De esta forma, en el país rioplatense proliferaron las «fábricas de pasta», locales de elaboración y venta de pasta fresca. Una de las fábricas de pasta tradicionales del país fue La Spezia, que funcionó entre 1938 y 2017, fundada por los hermanos Bonfiglio, originarios de Manarola (La Spezia). De acuerdo con cifras del año 2012, el consumo de pasta en Uruguay era de 7,5 kilogramos per cápita, ubicándose en el número dieciséis del mundo.
En el siglo xix los inmigrantes de Liguria y Campania introdujeron en Uruguay la fainá y la pizza, respectivamente. A fines de ese siglo los italianos empezaron a dedicarse a la venta ambulante y abrieron las primeras pizzerías con hornos de leña. A partir de la pizza napolitana surgieron variantes uruguayas como la «pizza al tacho», a base de varios quesos y sin tomate, elaborada por el pizzaiolo italiano Angelo Nari en el Bar Tasende de Montevideo en 1931. En 1915 los Guido, dos hermanos piamonteses, fundaron el primer molino para la producción de harina de fainá. La fainá (farinata) —originaria de Liguria y también conocida en Piamonte y Toscana— alcanzó en Uruguay mayor difusión y arraigo que en Italia. El 27 de agosto de 2008 se celebró por primera vez el «Día del Auténtico Fainá». Según datos de la compañía de pedidos de comida en línea PedidosYa, hacia el año 2018 la pizza se ubicaba en número uno de los platos más solicitados por los uruguayos. Otro de los platos más importantes de la gastronomía uruguaya es el chivito, un sándwich de lomo y otros ingredientes que es acompañado de papas fritas. El chivito nació en 1946 en un restaurante de Punta del Este llamado El Mejillón cuando una mujer argentina pidió un plato de carne de chivo y, ante la falta de ese tipo de carne, el dueño y cocinero del local Antonio Carbonaro —de padres calabreses de Siderno Marina— elaboró un sándwich con carne de lomo, jamón y untado con manteca. Más tarde se le iban a agregar otros ingredientes como la lechuga, el tomate y el huevo. Desde ese entonces el plato comenzó a ganar popularidad y durante algunos veranos en esa década se llegaban a vender unos mil chivitos por día.

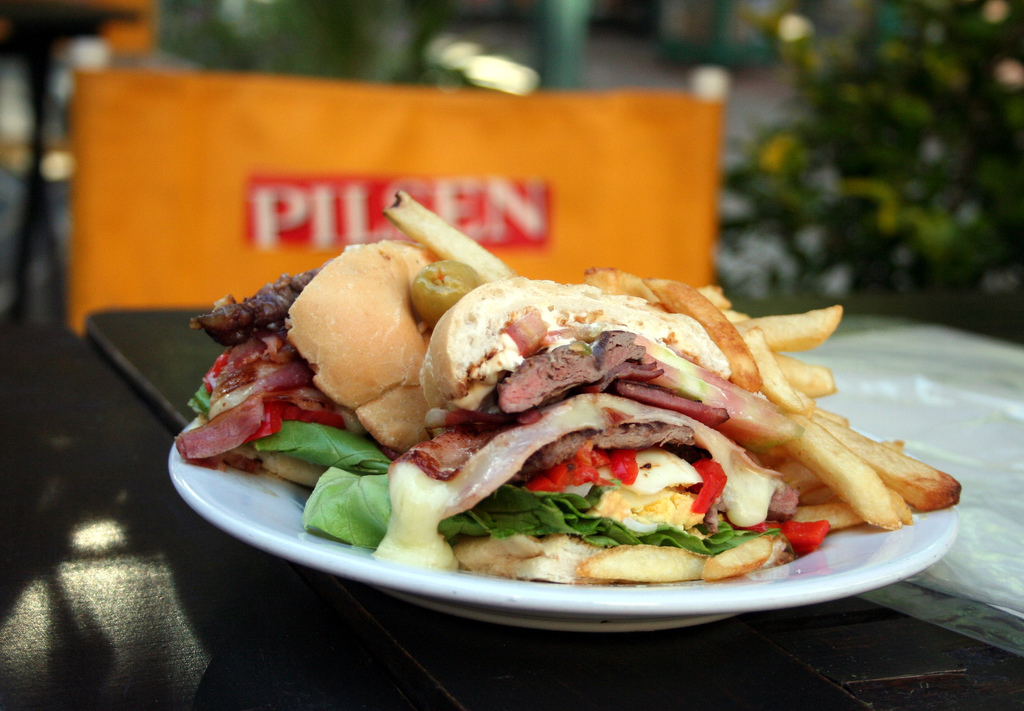
Antonio Carbonaro, hijo de calabreses, elaboró el chivito en 1946 y más tarde se iba a consolidar como un plato típico de la cocina uruguaya.

Durante la Guerra Grande, los pescadores genoveses introdujeron en Uruguay el chupín (ciuppin), una sopa de pescado y mariscos que se consumía en los barcos. Los pescadores también llevaron la receta hacia otros puntos del planeta como California, donde adoptó el nombre de cioppino y pasó a formar parte de la cocina ítaloestadounidense. En Montevideo era uno de los platos más populares a principios del siglo xx y, como sucedió en Estados Unidos, también se adaptó a las costumbres locales, en este caso incluyendo corvina y mochuelo (bagre blanco). Otros alimentos italianos que iban a formar parte de la cocina criolla son la buseca (busecca) de Lombardía, las tortas fritas (torte fritte), las albóndigas (polpette) o la torta pasqualina de Liguria. También llegaron alimentos dulces como la pastafrola (pastafrolla), el pan dulce (panettone) o el massini, un postre que se originó en Italia pero se popularizó en Uruguay. A principios del siglo xx también se empezó a comercializar el helado; una de las primeras heladerías fue la Heladería Napolitana, ubicada frente a la Plaza Independencia. En 1938 la familia Salvino Soleri llegó a Montevideo y abrió Los Trovadores, una heladería artesanal que se destacaba por helados de sabores como el zabaione (sambayón) y el melón, y era frecuentado por el futbolista Juan Alberto Schiaffino. Posteriormente, la familia Barcella de Trescore Balneario se instaló en Punta del Este en 1998 para abrir Arlecchino. La heladería de los Barcella tuvo una buena acogida tanto dentro del público local como para los turistas, manteniendo una elaboración basada en los orígenes del helado en Italia —importando algunos productos como almendras o pistachos— y al mismo tiempo adaptándose a las costumbres del público uruguayo, incluyendo sabores como el dulce de leche.
La inmigración italiana también impulsó la producción de vino en el país, cuando a partir del siglo xx se establecieron pequeñas empresas familiares dedicadas a la viticultura. En 1871 el italiano Federico Carrara produjo con éxito vino de las variedades de uva barbera y la piamontesa nebbiolo. Buonaventura Caviglia —llegó a Montevideo desde Castel Vittorio (Liguria) en 1868 con veintiún años de edad— fue un destacado emprendedor y empresario que durante la década de 1890 comenzó a instalar varias agroindustrias para dedicarse a la producción de vino en la localidad de Mercedes desde donde se expandió y alcanzó a ser el mayor productor de la zona. Una encuesta de 1888 señaló que la mayoría de los productores de vino eran italianos o hijos de italianos. Entre 1960 y 1970 se producían vinos a base de la uva nebbiolo y la sangiovese, popular en el centro de la península itálica. Hacia 2016 Uruguay era el país que más vino consumía per cápita en América y en 2017 ocupó el puesto número trece en el mundo de los países con mayor consumo según la Organización Internacional de la Viña y el Vino (OIV), con 27,80 litros por habitante y un consumo total de 97 100 litros, ubicado un lugar por detrás de Italia con 33,89 litros por persona y 2 050 000 en total. Otra bebida típica italiana introducida en el país fue la grappa, y a partir de su mezcla con miel surgió en Uruguay la grappamiel.
La entrada del siglo XXI estuvo acompañada de un resurgimiento de la cocina italiana en Montevideo, en particular de las pizzerías, impulsada con la llegada de nuevos inmigrantes. Uno de los primeros establecimientos fundado por nuevos inmigrantes italianos fue Grazie Italia, un restaurante de pasta y pizza nombrado en honor a la Copa Mundial de Fútbol de 2006 ganada por Italia. En 2017, un chef y pizzaiolo proveniente de Varese fundó Eatalian Style, ofreciendo recetas italianas tradiciones y la pizza napolitana, portando el horno desde Nápoles. El restaurante fue allanado en 2019 —año en que dejó de funcionar— por la policía, que seguía las pistas del mafioso Rocco Morabito. Posteriormente, una familia trentina abrió la pizzería Sapori d’Italia, incluyendo también la venta de focaccias, la lasañas y canelones. En 2019 un vicentino abrió Il Trancio D’Italia, con la intención de preparar pizzas al «estilo italiano», de masa fina y fermentación lenta. Para este proyecto, se importó desde Italia un total de 12 000 euros en materiales, incluyendo el horno, las palas de pizza, la amasadora y una mesa de mármol.
En 2022, por iniciativa de la embajada italiana, se creó la Red de Cocina Italiana en Uruguay con el objetivo de promover la cultura culinaria italiana y los productos Made in Italy. Durante la VII Semana de la Cocina Italiana en el Mundo se designó como vecero de la organización a Sergio Puglia, chef y comunicador de ascendencia italiana, y condecorado con el título de Oficial de la Orden de la Estrella de la Solidaridad Italiana. En junio del mismo año, Puglia formó parte del jurado que seleccionó a Cielo Fitipaldi para participar como representante uruguaya en el Tiramisù World Cup en Treviso.

### Arte
La inmigración italiana impulsó el desarrollo de la música clásica en Uruguay, mientras que la ópera italiana influenció las composiciones de artistas como Tomás Giribaldi y León Ribeiro. En 1878 Giribaldi estrenó en el Teatro Solís la primera ópera uruguaya, titulada La Parisina, un evento que le significó amplios elogios por parte de la prensa, siendo calificada como una «obra que señala el progreso del arte nacional». La segunda ópera de Giribaldi, Manfredi di Svevia, estrenada en 1882, se basó en una novela histórica ambientada en Nápoles en el año 1266 escrita por Francesco Domenico Guerrazzi. Hacia fines del siglo xix la actividad musical estuvo influenciada por familias italianas de compositores. Además de componer, Luis Sambucetti —hijo de un músico ligur— se dedicó a la educación musical, fundando el Instituto Verdi en 1890. Cinco años más tarde, el pianista romano Camilo Giucci fundó el Liceo Musical Franz Liszt; su esposa y su hijo, Carlos Giucci, también eran compositores. Ya en el siglo xx, uno de los compositores clásicos más importantes del país fue Sergio Cervetti, cuya ascendencia —su padre era un clarinetista italiano— se vio reflejada en su música. Hijo de genoveses aficionados a la música, Eduardo Fabini alcanzó a ser el compositor más importante de su época y tuvo una influencia importante en el desarrollo de la música uruguaya. Sobre esta incidencia, el pianista Héctor Tosar describió la música de Fabini como de «marcado acento regional» y afirmó que esta resume «los rasgos predominantes de nuestra tierra y los sentimientos que ella despierta en sus habitantes». El censo de Montevideo de 1889 manifestó una considerable influencia de los inmigrantes europeos en las artes, especialmente en la música: de cada nueve profesores de música, ocho eran europeos y solamente uno era uruguayo. El mismo censo también indicó una predominancia de los inmigrantes en la actividad teatral, superando a los orientales en una relación de cuatro a uno.

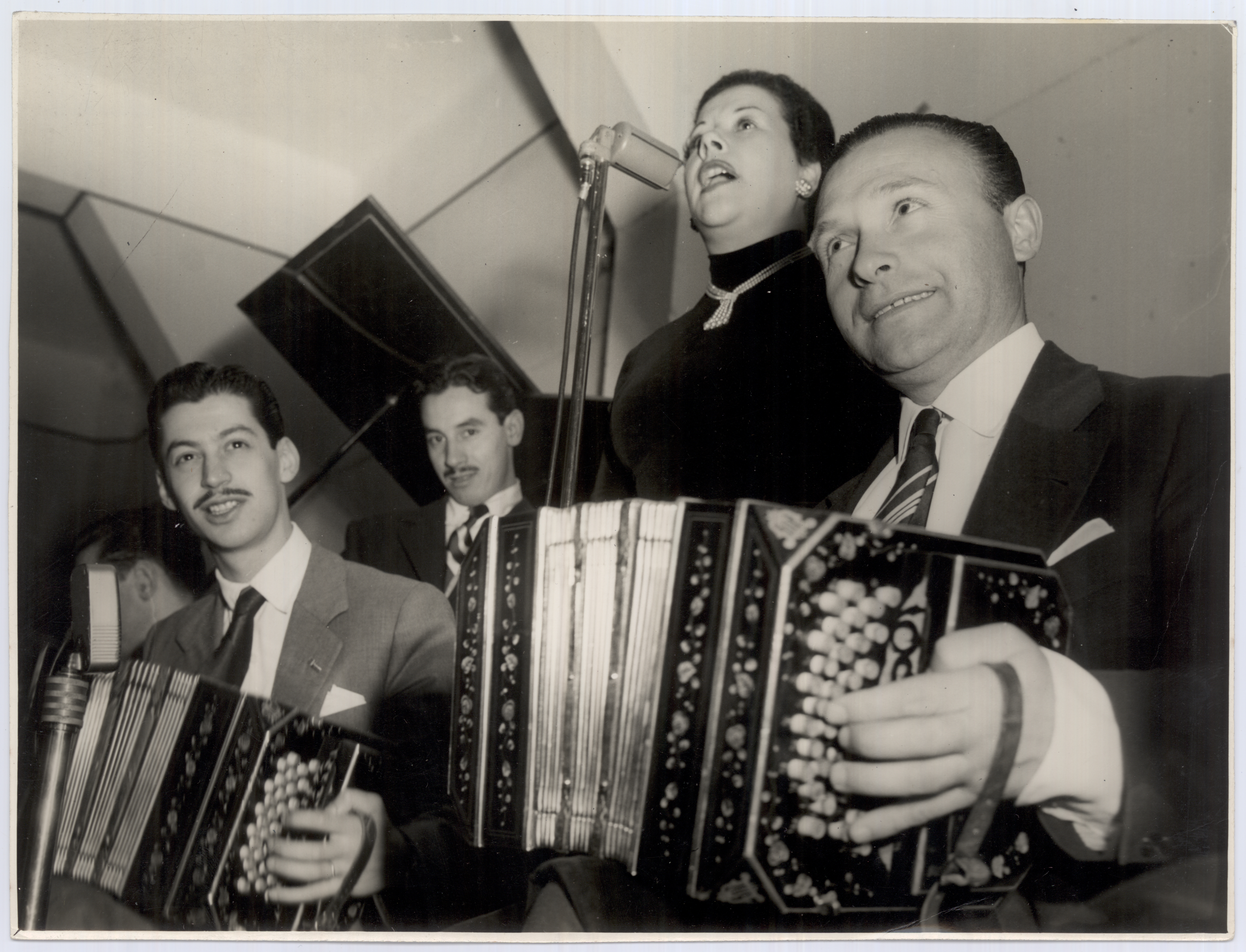
Orquesta de Donato Racciatti (derecha) con la cantante Nina Miranda en 1954.

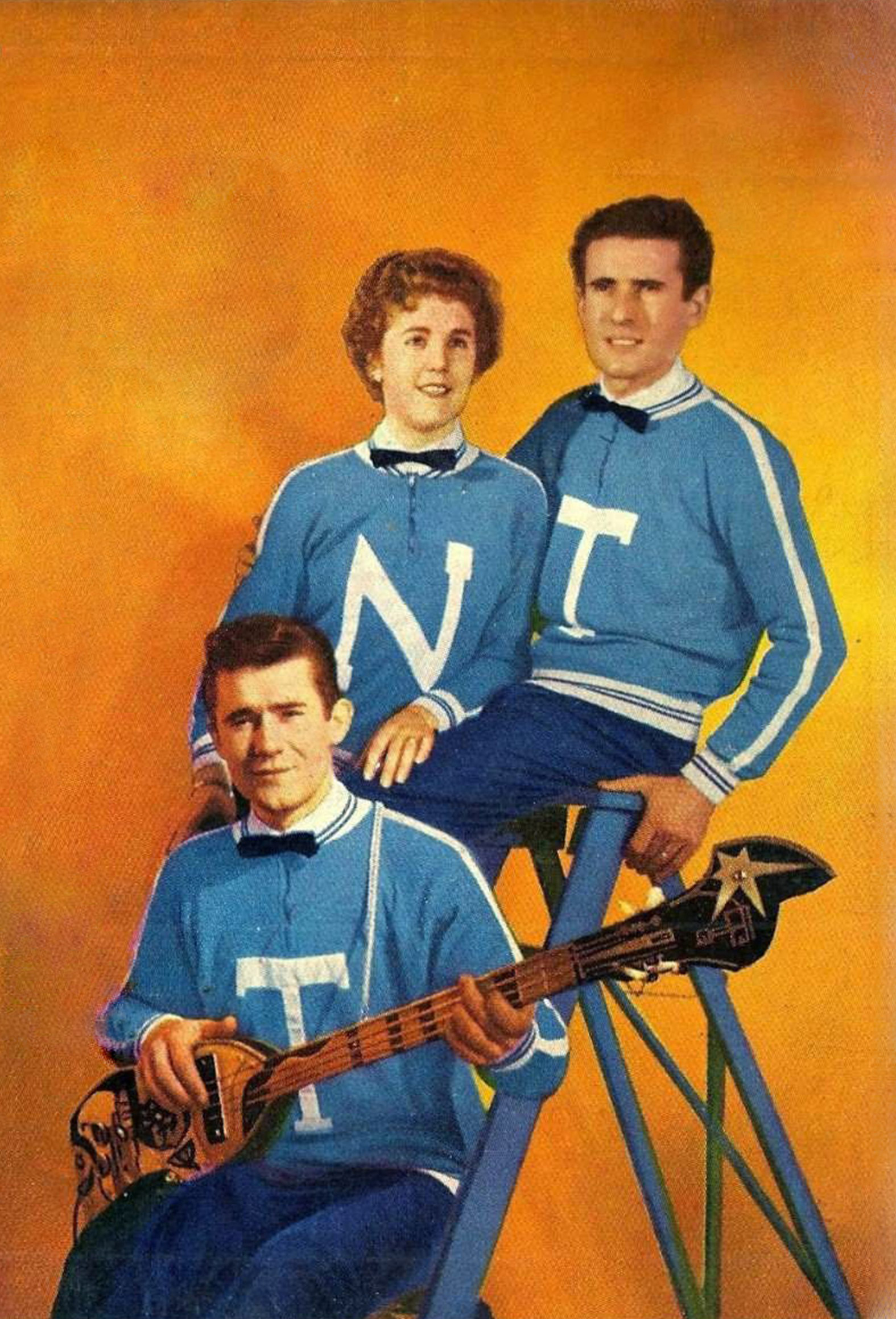
El grupo de rock Los TNT se formó en La Paz (Canelones) por los hermanos «Tony», «Nelly» y «Tim» Croatto, provenientes de Attimis, Friul-Venecia Julia.

Los ítalodescendientes también influyeron en el desarrollo de la música popular uruguaya, especialmente en el tango. Las letras, que se nutrieron del lunfardo y las experiencias de la vida en los arrabales y conventillos, en palabras de Renzo Pi Hugarte, «remiten indudablemente al sistema de valores de la guapperia napolitana». Aunque surgido en las clases bajas, el tango se iba a transformar en parte de la cultura del Río de la Plata y patrimonio inmaterial de la humanidad. «La cumparsita», el tango más difundido del mundo, nació en Montevideo entre 1915 y 1916 con los arreglos musicales del argentino de origen genovés Roberto Firpo. Además, algunos historiadores creen que el nombre de dicho tango podría haber sido acuñado por un camarero italiano. Entre las figuras más notables del tango se encuentra el bandoneonista y director de orquesta Donato Racciatti. Nacido en Guilmi (Abruzzo), Racciatti desarrolló su carrera a partir de los años 1940 en Montevideo y alcanzó popularidad en Argentina, Brasil y Japón. Otros músicos de tango de origen italiano fueron el pianista y director de orquesta Gerardo Metallo, nacido en Calabritto (Campania), el cantante José Razzano, hijo de italianos, los hermanos Francisco, Rafael y Juan Canaro (Canarozzo), hijos de campanos, o el cantante y compositor Alberto Mastra (Mastracusa).
Alrededor del año 1931, el músico y director de orquesta pugliese Guido Santórsola se radicó en Uruguay, sus composiciones presentaban técnicas modernas y diversos elementos musicales: nacionalismo —por ejemplo, «Cantata a Artigas» (1965) para coro femenino y orquesta—, música folclórica brasileña, contrapunto Barroco o serialismo. Desde 1932 el umbro Lamberto Baldi fue el director de la Orquesta Sinfónica del Sodre, cardo que iba a ocupar durante una década. El primer espectáculo de ballet en Uruguay, Nocturno nativo, se produjo de la mano del compositor calabrés Vicente Ascone en 1935. En el contexto de la llamada «Nueva Ola» musical surgida en los años 1950, caracterizada por un sonido rock melódico cantado en español, el grupo uruguayo Los TNT se popularizó. El nombre del grupo provenía de las iniciales de los integrantes de la banda, los hermanos «Tony», «Nelly» y «Tim» Croatto, nacidos en Attimis (Friul-Venecia Julia) y radicados junto a su familia en Uruguay en 1953. Después de que el grupo se presentase en Montevideo, la compañía RCA Records los contrató en 1960 para trasladarse a Buenos Aires, donde comenzaron a actuar en televisión y grabar discos, alcanzando popularidad con sencillos como «Eso» y «La Espumita». El éxito de popularidad y ventas de la banda se expandió a nivel continental y en 1963 llegó a España para presentarse en la quinta edición del Festival de la Canción Mediterránea donde lograron el segundo puesto con la canción «Paz».
Quien iba a ser la primera mujer cineasta de Uruguay, Rina Massardi, llegó junto a su familia proveniente de Brescia y se formó en Montevideo e Italia como cantante lírica, actriz y directora de cine. Aunque gran parte de su carrera la desarrolló como cantante, llegó a filmar una película titulada ¿Vocación? que se estrenó en 1938 y un año más tarde se proyectó en el Festival Internacional de Cine de Venecia. ¿Vocación? se trató de la primera película lírica sudamericana. Innumerables escritores de prestigio son de origen italiano, como el historiador y periodista Isidoro de María —hijo de un turinés—, el poeta gauchesco Romildo Risso y Juan José Morosoli, de ascendencia tesina. El origen de Morosoli podía notarse en su literatura, como por ejemplo en Muchachos: novela para adolescentes, donde el autor escribió: «Los italianos eran patriotas a su modo. Les quitaban las tierras a los otros trabajando. Creando familias. Trayendo mármoles y estatuas de Carrara. En vez de matarse a tiros se mataban trabajando». A partir de la mitad siglo xx se destacaron otros como Mario Benedetti, de abuelos italianos, Marosa di Giorgio, hija de un inmigrante de Lusana (Bagnone), o Carlos Maggi.

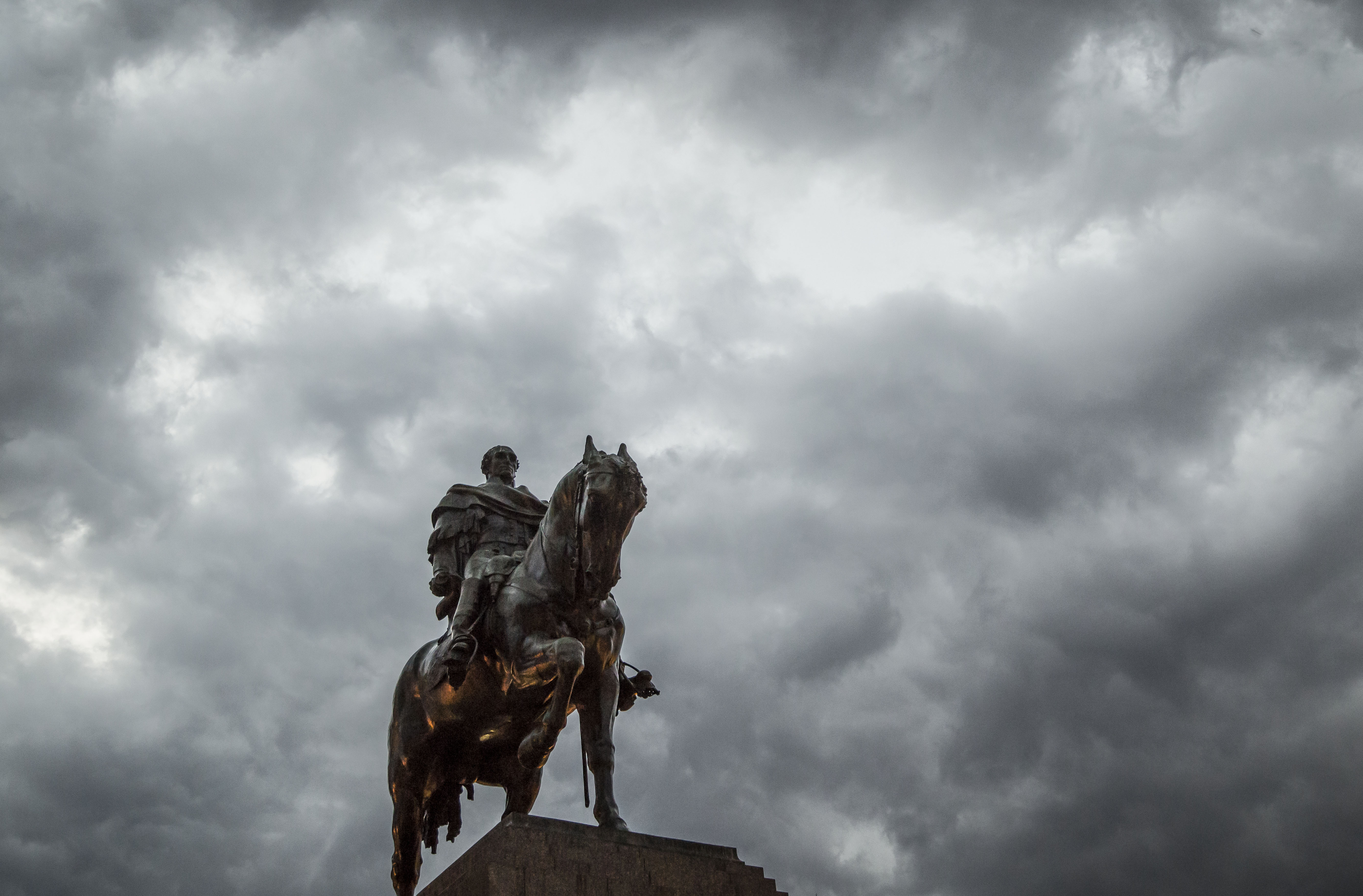
Monumento a Artigas, inaugurado en 1923, obra del escultor Angelo Zanelli.

Uruguay también fue destino de varios pintores italianos. Uno de los primeros fue Ferdinando Brambilla que llegó para retratar Montevideo en 1789 como parte de la Expedición Malaspina. El retratista genovés Gaetano Gallino vivió en la capital uruguaya entre 1833 y 1848, periodo en el cual diseño el uniforme y la bandera de la Legione Italiana y retrató a Garibaldi y a su esposa Anita. Después de su exilio, el piamontés Baldassare Verazzi recayó en el Río de la Plata y, tras un polémico paso por Buenos Aires, en 1862 continuó su carrera en Montevideo, un período que iba a durar cuatro años e incluyó trabajos como el fresco «Ascensión del Señor» en el Cementerio Central de Montevideo o múltiples retratos de personalidades de la época, siendo el del general Fructuoso Rivera uno de los más reconocidos. Proveniente de la región de Lacio, Alejandro Pietromarchi tuvo una amplia trayectoria en el carnaval uruguayo de principios del siglo xx, encargándose de la iluminación de eventos en la Avenida 18 de Julio, en el Teatro Solís y la decoración de carros alegóricos. Otros artistas italianos de la época fueron Eduardo de Martino, Nicolás Panini, Carlos Corsetti, Leopoldo Bersani y Crisanto Del Monaco, entre otros.
Enzo Domestico Kabregu nació en Acquaformosa (Calabria) y en 1934 se estableció en Montevideo ya siendo un artista afamado en su país natal. Uno de los alumnos de Domestico Kabregu —y del también italiano Domingo Giaudrone— fue el véneto Sergio Curto, quien llegó a Montevideo a los once años de edad, en 1933, donde se formó como artista. Curto alcanzó a ser un exponente del arte figurativo en Uruguay, fue premiado y participó de numerosas exposiciones, incluyendo una en su región de origen. A pocos meses de su nacimiento en Génova, Jorge Damiani llegó a Montevideo y de niño se interesó por el dibujo y la pintura. En 1951 regresó a Europa y un año más tarde ingresó a la Academia de Bellas Artes de Brera en Milán; en dicha época conoció a figuras del arte como Carlo Carrà, Lucio Fontana y Emilio Pettoruti. Posteriormente desarrolló una carrera prolífica en Montevideo y Estados Unidos. Su obra dejó entrever su origen italiano, pero también estuvo influenciada por el ambiente rural uruguayo. En Montevideo, Damiani coincidió con el pintor Lino Dinetto —nacido en Véneto— y juntos realizaron varios murales de carácter religioso. Entre los trabajos más notables de Dinetto como pintor de arte sacro se encuentran los frescos de las paredes y la cúpula de la Catedral basílica de San José de Mayo. En 2004 el estado uruguayo declaró su obra «Patrimonio Histórico Nacional». En el mismo periodo se destacaban otros artistas como Domenico Failutti, Enrique Albertazzi —decorador del Palacio Salvo— Alfredo De Simone o Giorgio Lao.
Una de las figuras más importantes de la pintura uruguaya fue Pedro Figari, hijo de ligures; su padre llegó a Montevideo nadando después de que el barco en cual viajaba con destino a Buenos Aires naufragara. Los años previos a su carrera como pintor los pasó como abogado, periodista y político: ejerció la jurisprudencia, fundó el diario El Deber y fue elegido diputado por el Partido Colorado. En 1890 empezó a asistir a clases de pintura con el profesor véneto Goffredo Sommavilla y en 1917 ya se dedicaba totalmente a la pintura, actividad que lo llevó a radicarse en Buenos Aires y París. Se calcula que durante su prolífica carrera Figari pintó entre 2500 y 4000 obras. Otros pintores uruguayos tenían ascendencia peninsular, como Luis Queirolo Repetto, Guiscardo Améndola, José Luis Invernizzi —de madre italiana—, Antonio Frasconi —de padres italianos— y la paisajista Ulda Rubiolo —de padres italianos—, cuya obra pertenece a colecciones de todo el mundo. El trabajo de artistas italianos también se hizo visible en la escultura de Uruguay, con obras como el Monumento a Artigas de Angelo Zanelli o el Palacio Legislativo del Uruguay, cuyo interior incluye decorados de Giannino Castiglioni. Dentro del Cementerio Central de Montevideo se puede apreciar el trabajo de José Livi, Félix Morelli y Juan Azzarini. La fuente de mármol blanco ubicada en el centro de la Plaza Matriz fue obra de Juan Ferrari —padre de Juan Manuel Ferrari— e incluyó elementos como faunos, querubines, delfines, águilas y símbolos masones como la escuadra, el martillo y el compás. Montevideo fue decorado con diversos monumentos realizados por José Belloni —de padre luganese—, entre los que se incluyen La Carreta, La Diligencia y El Entrevero.

### Celebraciones
Históricamente, la fiesta italiana más popular celebrada en Uruguay era la llamada «Festa d’Italia» o «Festa di Garibaldi» del 20 de septiembre, fecha que conmemoraba la anexión de al Reino de Italia durante la Unificación. Carlo Novello, escritor y fundador de Círculo Garibaldino de Montevideo, escribió: «Había muchas celebraciones en Pocitos, una zona modesta de la capital con una fuerte presencia de inmigrantes italianos pobres. Durante ese día se alzaban las banderas italianas, no se trabajaba y se hacían grandes festejos. Cada uno aportaba lo que podía en base a sus necesidades. Se comía, se bebía y se cantaban canciones recordando a la patria lejana». El Día de Italia se aprobó como «jornada festiva» en 1909. Con motivo del aniversario número 75 de la República Italiana, en 2021 la Embajada de Italia en Montevideo nombró a esa ciudad como «capital de la cultura italiana». En 2022, el Parlamento uruguayo declaró el 23 de noviembre como el Día del Inmigrante Italiano.

## Deporte

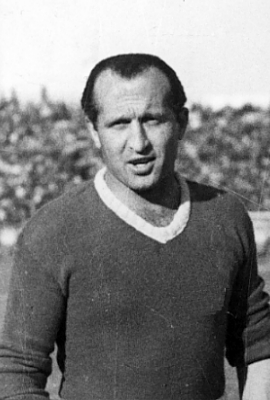
Miguel Andreolo integró la selección azzurra que se coronó campeona de la Copa Mundial de Fútbol de 1938.

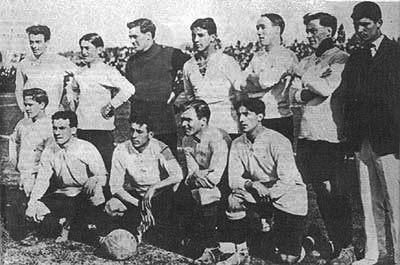
La selección uruguaya de fútbol ganadora del Campeonato Sudamericano 1917 estaba integrada por José Vanzzino, Cayetano Saporiti, Alfredo Foglino, Héctor Scarone, Ángel Romano, Carlos Scarone y Pascual Somma entre sus titulares.

En el contexto de las primeras manifestaciones deportivas en Uruguay, una compañía de acróbatas de circo italiana se presentaba con ejercicios de equilibrio y pirámides en la «Plaza Mayor» (Plaza Matriz) de Montevideo, descendiendo con una cuerda desde el Cabildo hasta el centro de la plaza. El nombre de uno de los dos equipos de fútbol más importantes de Uruguay, el Club Atlético Peñarol, surgió a partir de la deformación de Pinerolo, pueblo de origen de Giovanni Battista Crosa —castellanizado como Juan Bautista Crosa—, un inmigrante piamontés. Crosa llegó a Uruguay en 1765 donde instaló una chacra y más tarde, en la misma percela, abrió una pulpería llamada «El Penareul». Debido a costumbres de aquella época era común que apareciera el pueblo de origen de los inmigrantes en los documentos personales, de esa forma Crosa comenzó a aparecer como Crosa Pinerolo, que más tarde fue castellanizado como Crosa Peñarol. La zona en que se había afincado pasó a llamarse Villa Peñarol; Crosa falleció en 1790. Otra teoría afirma que el nombre del barrio pudo haber derivado de otro poblador italiano, el agricultor Pedro Pignarolo, quien al arribar al país habría perdido su apellido original por el nombre de su pueblo de origen. En 1891 se fundó el Central Uruguay Railway Cricket Club (CURCC) y en 1913 cambió su nombre a Peñarol. Durante esos años el plantel del equipo solía estar integrado por obreros italianos del ferrocarril, mientras que su clásico rival sentía mayor afinidad por los criollos y también había atraído inmigrantes españoles, dando lugar al dicho: «Blanco, gallego y de Nacional; colorado, italiano y de Peñarol».
Aunque la rivalidad entre Nacional y Peñarol iba a continuar, el rechazo entre extranjeros y criollos quedó atrás con la integración de los primeros a la sociedad uruguaya. A principios del siglo xx Peñarol era conocido como «el cuadro del pueblo» y más tarde como «manyas», un sobrenombre acuñado por Carlos Scarone el 26 de julio de 1914. Su padre, Giuseppe Scarone, había llegado a Uruguay desde Savona (Liguria) en 1887. Carlos Scarone debutó en Peñarol —todavía llamado CURCC— en 1909 y permaneció con éxito en el club hasta 1913 cuando, buscando mejores ingresos, decidió probar surte en Buenos Aires. Fue en una conversación con su padre antes de partir que le explicó —refiriéndose a su mala situación económica— que en Peñarol se iba a quedar «para comer... ¿qué? ¿Mierda? ¿A mangiare merda?». Al año siguiente Scarone volvió a Montevideo pero esta vez para jugar en Nacional; en julio de 1914 se enfrentó a su antiguo equipo en un partido amistoso donde Scarone tuvo una jornada tensa y agresiva, a menudo gritando: «Jueguen ustedes, que son unos mangiamerda. ¡Manyas!». Existieron también otros clubes de menor trascendencia que representaron a la comunidad italiana, tales como Casa Italia, que jugó en la división extra B, y Club Sportivo Italiano, que se enfrentó a Casa Italia en 1965 y alcanzó a jugar en la segunda división profesional.
CURCC fue el primer equipo uruguayo en contar en sus filas con hijos y nietos de inmigrantes, algunos de ellos fueron los primeros futbolistas destacados de Peñarol, como Lorenzo Mazzucco y José Piendibene, ambos de padres italianos. Por otro lado, Pedro Petrone —de ascendencia lucana— y Ángel Romano integraron la plantilla de Nacional. El plantel uruguayo que se coronó campeón en la Copa Mundial de Fútbol de 1930 contaba con Alberto Suppici como director técnico y entre los titulares que vencieron a Argentina en la final estaban el capitán José Nasazzi —de padre lombardo—, Ernesto Mascheroni y el hermano menor de Carlos Scarone, Héctor Scarone. Tras conseguir la Copa Mundial, Scarone fue transferido al Ambrosiana-Inter y debutó en la temporada 1931-32 como el primer jugador oriundo de la historia en ese club. En el Inter se ganó el sobrenombre de «Garibaldi» por parte de la afición cuando, con el rostro ensangrentado tras recibir una patada, le marcó dos goles a la Lazio. Jugó las siguientes dos temporadas en el Palermo antes de volver a Montevideo. Otro campeón del mundo, Pedro Petrone, llegó a la liga italiana también en 1931 para jugar en la Fiorentina. Durante dos temporadas en el conjunto toscano el delantero llegó a anotar 37 goles en 44 partidos, y ya en su temporada debut logró ser máximo goleador de la liga, el primer extranjero capocannoniere de la historia de la Serie A, y también el primer extranjero en vestir la camiseta de la Fiorentina.
| L'uomo ch'è venuto da lontano ha la genialità di uno Schiaffino ma religiosamente tocca il pane e guarda le sue stelle uruguaiane. Ah Sudamerica... —Paolo Conte |

La presencia de futbolistas ítalouruguayos en la liga italiana no era casual, incluso alguno de ellos llegaron a integrar la Selección de fútbol de Italia durante la década de 1930, como Raffaele Sansone, Ricardo Faccio, Emanuel Fillola, Francisco Frione, Roberto Porta, Héctor Puricelli y Ulisse Uslenghi. Nacido en Paysandú en 1894, Julio Bavastro llegó a Italia a los dieciséis años de edad para jugar primero en el Milan y después en el Inter, entre 1910 y 1915. Su carrera se vio interrumpida por el estallido de la Primera Guerra Mundial; Bavastro se enroló en el ejército —llegando a teniente— y fue abatido en el altiplano de los Siete Municipios en Gallio, en 1918, luchando contra el ejército austrohúngaro. Otro de los primeros jugadores uruguayos en regresar a la madre patria fue Francisco Fedullo, cuyos padres habían emigrado a Montevideo desde Salerno; Fedullo pasó la gran parte de su carrera en el Bologna y alcanzó a vestir la camiseta azzurra, marcando tres goles en dos partidos. La selección italiana que se alzó con la Copa Internacional 1933-35 tenía tres jugadores ítalouruguayos en su plantel: Ernesto Mascheroni —campeón del mundo con Uruguay—, Ricardo Faccio y Roberto Porta. Miguel Andreolo, de ascendencia salernitana, también representó al seleccionado peninsular y se coronó campeón del mundo en la Copa Mundial de Fútbol de 1938, siendo incluido además en el Equipo de las Estrellas de la competición. El de Andreolo fue el único caso de un jugador nacido en Uruguay y campeón del mundo con una selección distinta a la uruguaya.
En cambio, Ernesto Vidal —nacido como Ernesto Servolo en el entonces territorio italiano de Istria— emigró a Sudamérica, donde se formó como futbolista, y fue parte del equipo titular del Uruguay campeón de la Copa Mundial de Fútbol de 1950. Además de Vidal, en ese Mundial el equipo uruguayo incluía a Roque Maspoli —de ascendencia tesina—, Schubert Gambetta —de ascendencia franco-genovesa—, Rodolfo Pini, Alcides Ghiggia y Juan Alberto Schiaffino. Asimismo, tanto Ghiggia como Schiaffino jugaron en Peñarol, Roma y Milan durante las décadas de 1950 y 1960. Ghiggia, cuya familia había emigrado de la comuna tesina de Sonvico, vistió la camiseta azzurra durante la clasificación para la Copa Mundial de Fútbol de 1958 pero Italia no logró clasificarse. El abuelo paterno de Schiaffino había llegado a Uruguay a principios del siglo xx y era originario de Camogli o Portofino (Liguria), razón por la cual su nieto pudo jugar como oriundo en la selección italiana, coincidiendo con Ghiggia.

## Política
Tradicionalmente la comunidad italiana residente en Uruguay apoyó al Partido Colorado. Mientras que el Partido Colorado favorecía la inmigración italiana, mayoritariamente urbana y mercantil, el otro partido tradicional del Estado Oriental del Uruguay, el Partido Nacional, estaba más ligado a las antiguas tradiciones rurales españolas. Durante la Guerra Grande el militar Giuseppe Garibaldi formó la Legione Italiana —integrada por unos 630 inmigrantes italianos— y luchó del lado de los colorados comandados por Fructuoso Rivera para defender la ciudad de los blancos y Buenos Aires, que esperaban invadir desde la periferia. El 2 de junio de 1882, cinco días antes de la muerte de Garibaldi, se fundó el «Círculo Legionario Garibaldino», una sociedad en su honor. Por sus luchas en Italia y Sudamérica a Garibaldi se le llamó «el héroe de dos mundos» y a principios del siglo xx, inicio de la hegemonía política del Partido Colorado, se enalteció la figura del militar italiano como un símbolo de la italianidad y del ideal de libertad. Conmemorando el primer centenario de su nacimiento, el 4 de julio de 1907 el entonces presidente de Uruguay José Batlle y Ordóñez decretó una fiesta nacional y presidió una celebración ante unas cuarenta mil personas en Montevideo. En 1915, el presidente sucesor, Feliciano Viera —también colorado— declaró fiesta nacional el 20 de septiembre. Cada 20 de septiembre se realizaba el evento más importante de la comunidad italiana —difundido además en Argentina y Brasil— y durante ese día, en 1919, también se celebró una fiesta nacional uruguaya conocida como «el día de Italia».
Uno de los hombres más influyentes durante el mandato de Batlle y Ordóñez fue Domingo Arena, escritor y abogado además de político, llegó a Uruguay a los seis años de edad junto a sus padres proveniente de Calabria. Como político perteneciente al Partido Colorado y hombre de confianza de Batlle, Arena ayudó a impulsar leyes de justicia social y según el historiador uruguayo Gerardo Caetano «era un bohemio, un libertario. Es difícil pensar en él sin pensar en la libertad. Romántico, idealista, pasional, hacía política persiguiendo utopías». Otros dirigentes colorados de principios del siglo xx eran de origen italiano, como Eduardo Lenzi o Rómulo Rossi, entre otros, aunque todavía en esa época el número de políticos no era proporcional a la población de origen italiano en el país. En 1922 resultó elegido presidente el candidato colorado José Serrato, hijo de un inmigrante de Giustenice (Liguria). Durante su mandato se creó la Corte Electoral y se inauguró el Palacio Legislativo. En las elecciones de 1930 se eligió a otro presidente de ascendencia italiana, Gabriel Terra, que en 1933 dio un golpe de Estado permaneciendo como presidente de facto. Varios integrantes de su administración también eran descendientes de italianos, como el ministro Pedro Manini Ríos, y se mantuvo una relación cercana con el país europeo, de acuerdo con la historiadora Ana María Rodríguez Ayçaguer «para los gobernantes uruguayos, Italia no era un país más». Tras siete años en el poder, Terra fue sucedido por Alfredo Baldomir Ferrari.

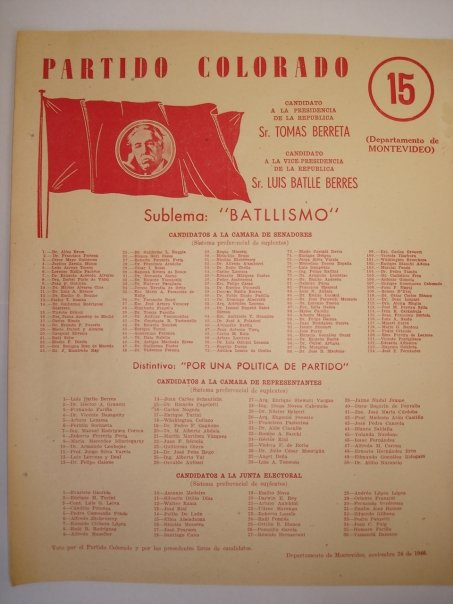
Lista 15 de Montevideo, presentada en las elecciones de 1946 en las que resultó elegido Presidente de Uruguay el colorado Tomás Berreta, hijo de inmigrantes italianos.

Tras las elecciones de 1946 asumió la presidencia Tomás Berreta, hijo de inmigrantes italianos dedicados a la agricultura. Berreta cumplió sus funciones entre marzo y agosto de 1947, antes de morir por causas naturales y ser sustituido por su vicepresidente, Luis Batlle Berres. En 1960, como integrante del Partido Nacional, Benito Nardone presidió el Consejo Nacional de Gobierno; Nardone nació en el seno de una familia humilde, hijo de un obrero portuario originario de Gaeta (Lacio). Como jefe de Estado realizó una visita oficial a Italia, donde fue recibido por el presidente italiano Giovanni Gronchi y visitó el municipio de su padre. Al año siguiente Gronchi devolvió la visita al país rioplatense. Durante la dictadura cívico-militar en Uruguay (1973-1985), las fuerzas armadas designaron a Alberto Demicheli (en 1976) y Rafael Addiego Bruno (en 1985) como presidentes de facto.
El primer presidente electo por la ciudadanía uruguaya después de la dictadura fue Julio María Sanguinetti del Partido Colorado, que gobernó entre 1985 y 1990, y fue reelecto en 1994. Su bisabuelo era un inmigrante de Génova: «A veces no nos damos cuenta los uruguayos hasta que punto, siendo españoles como somos en origen y en cultura, tenemos más hábitos de comportamiento propios de la familia italiana. En la gastronomía, en el sentido de la familia, en el modo como nos manejamos», declaró Sanguinetti. También comparó la influencia de las organizaciones italianas en la política contemporánea con la que solían tener entre el siglo xix y la década de 1930, afirmando que «luego el italiano pasó a ser tan uruguayo que hoy las instituciones italianas existen pero no tienen ninguna fuerza especial». Hugo Batalla, de padres calabreses, ejerció como vicepresidente durante el segundo mandato de Sanguinetti; cuando su padre, Felice Battaglia, llegó al país a fines del siglo xix su apellido fue inscrito en la oficina de inmigración como Batalla. Jorge Batlle, presidente entre 2000 y 2005, también tenía ascendencia genovesa, por vía materna. «Mi bisabuelo era un italiano que emigró a América. En mis casa el Dante era la cosa más importante», declaró. En el año 2000 el gobierno italiano invitó a veintinueve legisladores uruguayos de origen italiano a una conferencia en Roma con el objetivo de «delinear una política que a la plena valorización del patrimonio histórico, económico y cultural que representan los italianos en el mundo añada una atención particular por las problemáticas que interesan a las nuevas generaciones». En 2009 resultó vencedora la fórmula presidencial del Frente Amplio con José Mujica Cordano como presidente y Danilo Astori como vicepresidente. La familia materna de José Mujica —de apellidos Cordano y Giorello— emigró desde el valle de Fontanabuona (Liguria) a Carmelo (Colonia) en 1860. Por su parte, los abuelos de Astori —cuyo apellido materno es una deformación del apellido «Saragusa»— provenían de Como y Novi Ligure.
Un fenómeno posterior es la participación de la comunidad ítalouruguaya en las elecciones italianas. El derecho al voto de los ciudadanos italianos fuera de Italia fue una medida tomada por Silvio Berlusconi tras ser electo Presidente del Consejo de Ministros de Italia en 2001. De los 630 diputados y 315 senadores que tiene el Parlamento de la República Italiana, se eligen en el exterior doce diputados y seis senadores, y a su vez a América del Sur le corresponde la elección de cuatro diputados y dos senadores. De esta forma, en las elecciones de 2006 en Uruguay fue donde se registró mayor participación, con el 64 %. Hacia el año 2018 los ciudadanos habilitados para votar residentes en Uruguay eran 85 mil.

## Discriminación y asimilación
Durante el proceso de industrialización y la llegada en masa de inmigrantes a Uruguay, algunos sectores de la sociedad local no veían con buenos ojos a los italianos. Mientras que los franceses e ingleses eran considerados «avanzados», existía rechazo hacia los italianos debido a diferencias culturales, orígenes humildes o éxito económico de algunos. Así surgieron términos peyorativos como «tano» —para referirse a los napolitanos—, «gringo», «bachicha» —del nombre genovés Baciccia (Bautista)—, «musolino», «goruta» o «yacumino», y el estereotipo del italiano era representado en los sainetes rioplatenses. El rechazo no solo se vivió en la ciudad, la llegada al campo de trabajadores italianos fue percibida como una «invasión» por parte de los criollos ahí asentados, llegando a la violencia e incluso al asesinato de inmigrantes. Un diplomático francés escribió en 1868 que los napolitanos «fieles a las prácticas de la Camorra o del bandidismo, se amontonan en tugurios infectados y tienen ocupada a la policía». En 1882 Raffaele Volpi y Vincenzo Patroni, dos inmigrantes de Padula, fueron arrestados y acusados de participar del robo a una casa de cambio y el asesinato de un empleado. El incidente tuvo una extensa cobertura en la prensa de la época, que reconstruía la historia del crimen aun cuando los acusados —catalogados erróneamente como napolitanos— no habían sido juzgados. También se difundió que los dos detenidos —y un tercer implicado de origen nacional— habían sido torturados por la policía. Las pericias médicas atribuyeron las heridas de los detenidos a torturas sufridas mediante el cepo durante tres días, golpes, quemaduras y cortes, que les provocaron a ambos cicatrices, parálisis en los brazos y pérdida de muelas. Esto causó agitación dentro de la comunidad italiana residente de Uruguay y las autoridades del Reino de Italia rompieron las relaciones diplomáticas con el país sudamericano; la situación pudo desembocar en un conflicto bélico cuando la flota de guerra italiana «Caracciolo», ubicada en la bahía de Montevideo, amenazó con disparar sus cañones hacia la capital. Finalmente los dos presos fueron liberados por falta de pruebas.
En el siglo xx la percepción negativa de los italianos por parte de la sociedad criolla empezó a desaparecer. Para Juan Oddone «la resistencia al inmigrante y el rechazo de su visión inmediata del mundo fueron atenuándose en la medida de su gradual imposición económica y social» y «estos cambios se aceleran cuando las primeras generaciones de uruguayos descendientes de italianos profundizan el proceso de ascenso social». Algunos factores que ayudaron a la asimilación cultural de los inmigrantes italianos fueron los matrimonios mixtos y el acceso —laico, gratuito y obligatorio— a la educación primaria. De esta forma se produjo un «acriollamiento» de los italianos, que imitaban las costumbres, comportamientos, hábitos alimenticios y lenguaje de la población local. Con respecto al modo de hablar, los historiadores Renzo Pi Hugarte y Daniel Vidart escribieron: «El cocoliche contribuyó a transformar la "orientalidad", de vieja raíz hispánica y rural, en la "uruguayidad", un crisol de etnias mediterráneas fusionadas por la alquimia de los grandes centros urbanos». No obstante, en otros periodos como por ejemplo durante la segunda posguerra, la italianidad se fortaleció. Después del choque cultural entre la primera oleada de inmigrantes y la sociedad criolla, muchos rasgos tradicionales italianos fueron adoptados por la población uruguaya, produciendo una «italianización» y ayudando a una más fácil integración de los inmigrantes que llegaron posteriormente. El periódico La Mañana destacó la importante influencia italiana en la historia, etnia, carácter y cultura de Uruguay, y afirmó que «resulta difícil encontrar algún 
aspecto de nuestra sociedad en que no se pueda rastrear el legado de aquella cultura 
mediterránea».